# Liste von Tischtennisspielern
Diese Liste von Tischtennisspielerinnen und Tischtennisspielern umfasst relevante Spieler.
Zudem sind hier auch Tischtennisfunktionäre und -trainer aufgeführt.

## Liste

### A
- Ruth Hughes Aarons (USA, * 11. Juni 1918; † 11. Juni 1980)
- Béatrice Abgrall (FRA, * 10. Mai 1961)
- Bode Abiodun (NGR, * 10. September 1980)
- Kamal Sharath Achanta (IND, * 12. Juli 1982)
- Florian van Acker (ROM, * 28. Februar 1997)
- Angelica Adelstein-Rozeanu (ROM, * 15. Oktober 1921; † 21. Februar 2006)
- Martin Adomeit (GER, * 9. Oktober 1963)
- Brian Afanador (PR, * 6. März 1997)
- Alexandre Agopoff (FRA, * 25. Mai 1918; † 25. August 2009)
- Marcelo Aguirre (PAR, * 21. Januar 1993)
- Anna-Carin Ahlquist (SWE, * 5. Juni 1972)
- Ahn Jae-hyung (KOR, * 8. Januar 1965)
- Ulrike Aichele (GER, * 1955)
- Feiza Ben Aïssa (TUN, * 7. August 1963)
- Iyabo Akanmu (NGR, * 12. August 1968)
- Fabian Åkerström (SWE, * 14. Dezember 1988)
- Can Akkuzu (FRA, * 23. Mai 1997)
- Ernestina Akuetteh (GHA, † zwischen 2005 und 2019)
- Jaklein al-Duqom (JOR, * 10. März 1964)
- Ali al-Khadrawi (KSA, * 31. Mai 1997)
- Nima Alamian (IRI, * 24. Dezember 1992)
- Noshad Alamian (IRI, * 21. November 1991)
- Maria Alboiu (ROM, * 5. September 1963)
- Iris Albrecht (GDR, * 18. Februar 1967)
- Karin Albustin (AUT, * nach 1968)
- Blanca Alejo (DOM, * 16. März 1962)
- Maria Alexandru (ROM, * 30. Dezember 1939; † 26. November 2024)
- Abdul Wahab Ali (IRQ, * 7. Juli 1958)
- Fathimath Dheema Ali (MDV, * 14. September 2007)
- Oliver Alke (GER, * 2. November 1970)
- Heba Allejji (SYR, * 20. Januar 1997)
- Charles Allwright (ENG, * 1902; † 10. August 1978)
- Agnes Almasy → Agnes Simon
- Hans Alsér (SWE, * 23. Januar 1942; † 15. Januar 1977)
- Mario Álvarez (DOM, * 5. August 1960)
- Amin Abou Heif (EGY, * 1919; † 1998)
- Anatoli Amelin (URS, * 8. Juni 1946)
- Mario Amizic (CRO, * 31. Oktober 1954)
- Guy Amouretti (FRA, * 27. Februar 1925; † Juni 2011)
- Erich Amplatz (AUT, * 6. Februar 1960)
- An Hae Sook (KOR, * 7. August 1961)
- An Jae-hyun (KOR, * 25. Dezember 1999)
- An Jae-Hyeong → Ahn Jae-hyung
- Denis Anderson (GER, * 19. Juni 1979)
- Lena Andersson (SWE, * 3. Juli 1952)
- Ivan Andreadis (CZE, * 3. April 1924; † 27. Oktober 1992)
- Ibrahem al-Hasan (KUW, * 22. August 1986)
- Skylet Andrew (ENG, * 31. März 1962)
- Monique Antal-Jaquet → Monique Jaquet
- Elmira Antonyan (ARM, * 28. Juni 1955)
- Narine Antonyan (ARM, * 22. Januar 1961)
- Georg Apfelbeck (GER, * 3. Juni 1914; † 21. Dezember 1982)
- Tiago Apolónia (POR, * 28. Juli 1986)
- Mikael Appelgren (SWE, * 15. Oktober 1961)
- Alessia Arisi (ITA, * 10. Dezember 1971)
- Erich Arndt (GER, * 18. Mai 1938)
- Werner Arndt (GER, * 6. Dezember 1884; † 30. Mai 1939)
- Daniel Arnold (GER, * 16. Dezember 1978)
- Quadri Aruna (NGR, * 9. August 1988)
- Gremlis Arvelo (VEN, * 21. August 1996)
- Rahel Aschwanden (SUI, * 21. Oktober 1993)
- Khalid Assar (EGY, 10. Dezember 1992)
- Omar Assar (EGY, * 22. Juli 1991)
- Peter Auwärter (GER, * 22. Februar 1969)
- Airi Avameri (EST, * 18. Februar 1998)
- Christian Awart (AUT, * 28. September 1933; † 9. Februar 2009)
- Deniz Aydin (GER, * 7. Oktober 1986)

### B
- Klaus Bacher (AUT)
- Otilia Bădescu (ROM, * 31. Oktober 1970)
- Ingrid Bahnert → Ingrid Kriegelstein
- Tatsiana Bahr → Tatsiana Kostromina
- Bai Yang (CHN, * 13. Juni 1984)
- Ludmila Bakshutova (URS, * um 1962)
- Andrea Bakula (CRO, * 15. August 1981)
- Virgil Bălan (ROM, * 11. Oktober 1937; † 4. Januar 2008)
- Laima Balaishite (RUS, * 3. Januar 1948)
- Barbora Balážová (SVK, * 18. März 1992)
- Birgit Balke (GER, * 3. Januar 1957)
- Heike Baltzer (GER, * 10. August 1964)
- Lívia Banhegyi → Lívia Mossóczy
- Yomi Bankole (NGR, * 7. Januar 1960; † 29. Januar 2012)
- Christa Bannach (GDR, * um 1942)
- Bao Guio Wong Bik Yiu (HKG)
- Gottfried Bär (AUT, * 11. April 1952)
- Andrea Bargel (GER, * 18. Juli 1979)
- Victor Barna (HUN, * 24. August 1911; † 28. Februar 1972)
- Chester Barnes (ENG, * 27. Januar 1947; † 18. März 2021)
- Pinkie Barnes (ENG, * 18. April 1915; † 14. September 2012)
- Jutta Baron → Jutta Fischer
- Marcel Barouh (FRA, * 16. Januar 1934, † 7. Januar 2025)
- Sigrid Barth → Sigrid Hans
- Monica Bartheidel (GER, * 15. Februar 1943; † 28. Dezember 2012)
- Zhenqi Barthel (GER, * 9. Januar 1987)
- Branka Batinić (YUG/CRO, * 8. Mai 1958)
- Csilla Bátorfi (HUN, * 3. März 1969)
- Zoltán Bátorfi (HUN, * 20. Juli 1975)
- Manika Batra (IND, * 15. Juni 1995)
- Oda Baucke → Oda Mielenhausen
- Bianca Bauer (GER, * 19. August 1973)
- Wolfram Bauer (GER)
- Manfred Baum (GER, * 18. Juli 1954)
- Björn Baum (GER, * 17. April 1982)
- Patrick Baum (GER, * 23. Juni 1987)
- Josef Bauregger (AUT)
- Valentin Baus (GER, * 14. Dezember 1995)
- Vera Bazzi → Vera Kottek
- Petra Beck → Petra Heuberger
- Tobias Beck (GER, * 14. Januar 1974)
- Peter Becker (GER, * 19. März 1964)
- Waltraud Becker → Waltraud Trapp
- Heinrich Bednar (AUT, * 30. Juni 1922; † 17. Dezember 2000)
- Martha Behrens (GER, * 26. Mai 1932)
- Rosalia Behringer  → Rosalia Stähr
- Mátyás Beleznay (HUN, * 20. Januar 1945)
- Lesley Bell (ENG, * um 1947)
- László Bellák (HUN, * 11. Februar 1911; † 20. September 2006)
- Lisa Bellinger → Lisa Lomas
- Jean Bélot (FRA, * um 1913; † 17. August 1959)
- Stellan Bengtsson (SVE, * 26. Juli 1952)
- Ulf Bengtsson (SWE, * 26. Januar 1960; † 17. März 2019)
- Heinz Benthien (GER, * 19. August 1917; † 6. Februar 1981)
- Paul Benthien (GER, * 30. Mai 1914; † 24. Juni 1982)
- Allan Bentsen (DEN, * 21. August 1968)
- Huguette Béolet (FRA, * 13. Dezember 1919)
- Zoltán Berczik (HUN, * 7. August 1937; † 11. Januar 2011)
- Dóra Beregi (HUN/ENG, * 8. August 1915;  † 8. Februar 2011)
- Dagmar Berg → Dagmar Katerbau
- Marlies Berger (GER, * um 1943)
- Wolf Berger (GER, * 17. Februar 1939)
- Claude Bergeret (FRA, * 19. Oktober 1954)
- Richard Bergmann (AUT/ENG, * 10. April 1919; † 5. April 1970)
- Linda Bergström (SWE, * 12. Januar 1995)
- Nils Bergström  (SVE, * 7. März 1930; † 9. August 2013)
- Carl-Johan Bernhardt (SWE, * 8. März 1946; † 16. März 2016)
- Bernard Bernstein (ENG, * 16. März 1899; † 24. Oktober 1963)
- Charles Bernstein (USA, * 25. Mai 1917; † 4. Juli 2002)
- Kathleen Berry (ENG, * um 1909)
- André Bertelsmeier (GER, * 25. Oktober 2005)
- Irvin Bertrand (FRA, * 6. Februar 2000)
- Frigyes Becske (HUN/AUT, * 1890; † 11. Dezember 1972)
- Diethelm Bessert (GDR, * 22. Dezember 1955)
- Kathleen Best (ENG, * um 1933)
- Roswitha Beyerinck → Roswitha Schmitz
- Franz-Walter Beyss (GER, * 17. Juli 1943; † 13. November 2012)
- Edith Bierbrauer → Edith Schmidt
- Rolf Biese (FIN, * 14. Februar 1918)
- Andrea Bigus → Andrea Ullmann
- Anna Sergejewna Bikbajewa (RUS, * 2. September 1994)
- Tetjana Bilenko (UKR, * 23. November 1983)
- Bradley Billington (ENG, * um 1970)
- Patrick Birocheau (FRA, * 23. September 1955)
- Nadia Bisiach (AUS, * 25. Januar 1965)
- Jörg Bitzigeio (GER, * 19. Dezember 1976)
- Elizabeth Blackbourn (ENG, * um 1924; † 27. August 1999)
- Lucjan Błaszczyk (POL, * 28. Dezember 1974)
- Buddy Blattner (USA, * 8. Februar 1920; † 4. September 2009)
- Monika Block (GER, * 6. Oktober 1941)
- Matthias Bluhm (GER, * 30. Juli 1962)
- Marianne Blumenstein (GER)
- Mihai Bobocica (ROM, * 8. September 1986)
- Karine Bogaerts (BEL, * 6. August 1966)
- Eric Boggan (USA, * 14. August 1963)
- Scott Boggan (USA, * 13. Juni 1961)
- Tim Boggan (USA, * 25. September 1930)
- Eva Bogner (AUT, * um 1958)
- Georg Böhm (GER, * 17. April 1962)
- Josef Böhm (GER, * 2. April 1960)
- Ilka Böhning (GER, * 16. Oktober 1968)
- Anne Boileau (FRA, * 16. Juli 1975)
- Timo Boll (GER, * 8. März 1981)
- Ernst Bolldén (SWE, * 28. September 1966; † 30. April 2012)
- Nadine Bollmeier (GER, * 21. Juni 1981)
- Ildiko Bolvari → Ildiko Imamura
- Judith Borbely → Judith Stumper
- Sebastian Borchardt (GER, * 20. Dezember 1984)
- Marlon Börner (GER, * 17. Oktober 2013)
- István Boros (HUN, * 1908 oder 1909; † 1994)
- Tamara Boroš (CRO, * 19. Dezember 1977)
- Cornel Borsos (GER, * 4. April 1962)
- János Borzsei (HUN, * 1943)
- Irena Bosá → Irena Mikócziová
- Werner Bösebeck (GER)
- Stefano Bosi (ITA, * 14. September 1954)
- Sabine Bötcher (GER, * 29. April 1958; † 19. August 2020)
- Cornelia Böttcher (GER, * 25. Juli 1977)
- Erik Bottroff (GER, * 9. Februar 1990)
- Keith Bowler (AUS, † 7. März 2015)
- Heide Branse → Heide Dauphin
- Solomija Bratejko (UKR, * 24. Februar 1999)
- Kurt Braun (GER, * 25. Juni 1921; † 7. Oktober 1990)
- Anita Brauns → Anita Haacke
- Erna Brell (GER)
- Erika Bremicker → Erika Weskott
- Anton Breumair (GER, * 18. März 1927; † 1. Mai 2012)
- Joan Brock → Joan Crosby
- Miroslav Broda (GER, * 29. August 1964)
- Vladislav Broda (GER, * 29. August 1964)
- Percival Bromfield (ENG, * April 1886; † 1947)
- Michelle Bromley (AUS, * 24. Dezember 1987)
- Alec Brook (* um 1911; † 6. November 1986)
- Benjamin Brossier (FRA, * 20. Januar 1994)
- Thomas Brüchle (GER; 29. Juli 1976)
- Ernest Bubley (ENG, * September 1912; † 21. Januar 1996)
- Zoltán Bubonyi (HUN, * 1935; † 2017)
- Erika Buchhold (GER, * um 1920)
- Edit Buchholz (GER, * 19. April 1941;  † 15. Oktober 2024)
- Ruth Budde (GER, * 1959)
- Rūta Būdienė → Rūta Paškauskienė
- Gertrud Budweiser (GER, * um 1949)
- Jörg Budzisz (GER, * 1. März 1963)
- Bernhard Bukiet (GER/USA, * Januar 1919)
- Fliura Bulatowa (URS, * 9. Juli 1963)
- Hanna Büldge (GDR)
- Charles Bull (ENG, * 29. März 1909; † 28. Mai 1939)
- Matīss Burģis (LAT, * 31. August 1989)
- Frank John Burls (ENG, * 1902; † 1976)
- Bagrat Burnazjan (RUS, * 17. Juli 1957)
- Bernd Buschmann (GDR/GER, * 22. September 1967)
- Sandra Busin (SUI, * 16. August 1967)
- Thomas Busin (SUI, * 5. Juni 1958)
- Hilde Bussmann (GER, * 24. November 1914; † 10. Januar 1988)
- Jim Butler (USA, * 15. Februar 1971)
- Cor du Buy (NED, * 8. Januar 1921; † 11. November 2011)

### C
- Ricardo Cabrera (ECU, * unbekannt; † 9. Oktober 2010)
- Thierry Cabrera (BEL, * 5. Juni 1964)
- Stephen Cafiero (FRA, * 1920; † 2000)
- Cai Zhenhua (CHN, * 3. September 1961)
- Hugo Calderano (BRA, * 22. Juni 1996)
- Jorge Campos (CUB, 19. September 1991)
- Jesus Cantero (ESP, * 9. März 1982)
- Cao Ningning (CHN, * 20. November 1987)
- Cao Yanhua (CHN, * 1. Dezember 1962)
- Cao Zhen (CHN, * 8. Januar 1987)
- Berti Capellmann (GER, * 4. Oktober 1918; † 23. November 2012)
- Charlotte Carey (WAL, * 11. Juni 1996)
- Ulf Carlsson (SWE, * 2. April 1961)
- Ingeborg Carnatz (GER)
- Herbert Caro (GER, * 16. Oktober 1906; † 23. März 1991)
- Elsie Carrington (ENG, * 29. September 1919; † 3. März 2015)
- Jack Carrington (ENG, * um 1909; † 1984)
- Douglas Cartland (USA, * 20. Juli 1914; † 2002)
- Dana Hadačová → Dana Čechová
- Chai Po Wa (HGK, * 12. April 1966)
- Chan Chi Ming (HGK, * 28. Mai 1964)
- Chan Kong Wah (HKG, * 31. August 1961)
- Chan Tan Lui (HGK, * 12. April 1969)
- Uttam Chandarana (IND, * um 1919; † 2. Oktober 2013)
- Chang Chenchen (CHN, * 20. Juni 1986)
- Chang Hsiu-Yu (TPE, * 10. Februar 1965)
- Chang Li → Zhang Li
- Chang Shih-lin → Zhang Xielin
- Chang Te-ying → Zhang Deying
- Chang Yen-Shu (TPE, * 11. Februar 1979)
- Aljaksandr Chanin (BLR, * 13. April 1998)
- Nicolas Chatelain (FRA, * 13. Januar 1970)
- Che Xiaoxi (CHN, * 3. März 1993)
- Chen Chien-An (TPE, * 16. Juni 1991)
- Chen Feng (SIN, * 24. März 1994)
- Chen Jing (TPE/CHN, * 20. September 1968)
- Chen Ke (CHN, * 26. März 1997)
- Chen Longcan (CHN, * 30. März 1965)
- Chen Meng (CHN, * 15. Januar 1994)
- Chen Qi (CHN, * 15. April 1984)
- Chen Szu-yu (TPE; * 1. August 1993)
- Chen Yi (CHN, * 2004)
- Chen Weixing (AUT, * 27. April 1972)
- Chen Xingtong (CHN, * 27. Mai 1997)
- Chen Xinhua (CHN/ENG, * 30. Januar 1960)
- Chen Zhibin (GER/CHN, * 21. Oktober 1962)
- Chen Zihe (CHN, * 29. Februar 1968)
- Cheng Hsien-Tzu (TPE, * 18. April 1993)
- Cheng I-Ching (TPE, * 15. Februar 1992)
- Cheng min-chih (CHN, * 1945)
- Cheung Yuk (HKG, * 28. Oktober 1981)
- Chiang Hung-chieh (TWN, * 22. Februar 1989)
- Chiang Peng-Lung (TPE, * 24. Juli 1976)
- Chiang Yung-Ning (CHN, * um 1927; † 1968)
- Chih Chin-long (TPE, * 2. April 1963)
- Chih Chin-shui (TPE, * 2. April 1963)
- Patrick Chila (FRA, * 27. November 1969)
- Alica Chládeková → Alica Grofová
- Cho Eon-rae (KOR, * 1. Oktober 1986)
- Choi Hyo-joo (KOR, * 4. April 1998)
- Patryk Chojnowski (POL, * 5. April 1990)
- Alain Choo-choy (MUS, * 28. Oktober 1968)
- Chris Xu (CAN, * 4. Februar 1969)
- Nico Christ (GER, * 30. Oktober 1981)
- Horst Christoph (GER)
- Evgueni Chtchetinine → Jauhen Schtschazinin
- Chiu Chung-Hui → Qiu Zhonghui
- Chuang Chih-Yuan (TPE, * 2. April 1981)
- Chuang Tse-Tung (CHN, * 25. August 1940; † 10. Februar 2013)
- Daniel Cioca → Daniel Tsiokas
- Emilia Ciosu (ROM, * 7. Februar 1971)
- Constantin Cioti (ROM, * 7. Juli 1983)
- Inge Clausen (GER)
- Maria Clauss → Maria Alboiu
- Mae Clouther (USA, * 1917; † 1. Februar 1997)
- Gheorghe Cobirzan (ROM, * 1940)
- Ella Constantinescu → Ella Zeller-Constantinescu
- Alan Cooke (ENG, * 23. März 1966)
- Marcel Corbillon (FRA, * um 1890; † 2. April 1958)
- Zlatko Čordaš (YUG, * 26. September 1948)
- Jin-Sook Cords (GER, * 30. April 1963)
- Rosalind Cornett → Rosalind Rowe
- Costa Biriba → Ubiraci Rodrignes Da Costa
- Massimo Costantini (ITA, * 28. März 1958)
- Emmanuelle Coubat (FRA, * 1. April 1970)
- Ron Crayden (ENG, * 1920; † 9. Dezember 2007)
- Călin Creangă → Kalinikos Kreanga
- Linda Creemers (NLD, * 13. Januar 1985)
- Adrian Crișan (ROM, * 7. Mai 1980)
- Joan Crosby (ENG, * 1920; † 2013)
- Dieter Czichowski (GER, * 9. November 1938)

### D
- Vera Dace (ENG, * 1921; † Juni 1995)
- Walter Dahlmann (GER, * 17. Oktober 1945)
- Dai Lili (CHN, * 1964)
- Tommy Danielsson (SWE/AUT/LUX, * 29. Januar 1959)
- Jolanta Daniliavichute → Jolanta Prūsienė
- Dang Ye-seo (KOR, * 27. April 1981)
- Mouma Das (IND, * 24. Februar 1984)
- Heide Dauphin (GER, * 1. Mai 1942)
- David Daus (GER, * 16. Oktober 1975)
- Nadine Daviaud (FRA, * 31. Juli 1960)
- Lajos Dávid (HUN, * 1913; † 1944)
- Daniela Davídková (CZE, * 8. April 1970)
- Dmitryj Dawidowitsch (BLR * 8. Juli 1987)
- Paul Day (ENG, * 20. Oktober 1958)
- Sarah De Nutte (LUX, * 21. November 1992)
- Nicola Deaton (ENG, * Oktober 1976)
- Bernd Deffner (GER, * um 1946)
- Erich Deisler (GER, * 7. Juli 1915; † 15. Juli 1999)
- Nicole Dekein (GER, * 13. Oktober 1966)
- Jeanne Delay (FRA, * 18. Mai 1920; † 6. Oktober 2012)
- Nicole Delle (GER, * 20. Mai 1977)
- Deng Yaping (CHN, * 5. Februar 1973)
- Anita Denker → Anita Felguth
- Vlasta Depetrisová (CZE, * 20. Dezember 1920; † 23. Oktober 2003)
- Konrad Dettmer (GER, * 1930er Jahre)
- Helmut Deutschland (GER, * 25. März 1918; † 11. Februar 2007)
- Werner Deutelmoser (GER)
- Hanno Deutz (GER, * 14. Oktober 1953)
- Laurens Devos (BEL, * 15. August 2000)
- Adina Diaconu (ROU, * 14. Oktober 1999)
- Ibrahima Diaw (SEN, * 9. Juli 1992)
- Adriana Díaz (PR, * 31. Oktober 2000)
- Jacqueline Díaz (CHI, * 15. Juni 1964)
- Rose Diebold (GER, * 20. Januar 1953)
- Jutta von Diecken (GER, * 11. Februar 1961)
- Janine Dietrich (GER, * 18. Juli 1972)
- Monika Dietrich → Monika Sedlmair
- Roderich Dietze (GER, * 1. März 1909; † 25. Mai 1960)
- Ding Ning (CHN, * 20. Juni 1990)
- Ding Song (CHN, * 5. September 1971)
- Ding Yaping (CHN, * 13. April 1967)
- Ding Yi (AUT, * 14. Januar 1959)
- Diogo Chen (POR, 24. August 1996)
- Rudolf Diwald (AUT, * 22. Juli 1921; † Oktober 1952)
- Đoàn Kiến Quốc (VNM, * 24. März 1979)
- Jana Dobešová (CZE, * 6. August 1968)
- Polina Dobreva  → Polina Trifonowa
- Adrian Dodean (ROM, * 19. Januar 1985)
- Daniela Dodean (ROM, * 13. Januar 1988)
- Marija Dolgich (RUS, 24. Juli 1987)
- Žarko Dolinar (YUG, * 3. Juli 1920; † 9. März 2003)
- Jeanny Dom (LUX, * 5. Februar 1954)
- Herbert Dombrowski (GER, * 9. Mai 1935)
- Mariann Domonkos (CAN, * 12. Februar 1958)
- Ilse Donath (GER, * 18. Oktober 1923)
- Kai Otto Donner (FIN, * 19. Oktober 1922 in Helsinki; † 13. März 1995)
- Doo Hoi Kem (HKG, * 27. November 1996)
- Horst Dörrbecker (GER, * 2. Juni 1941)
- Werner Dorr (GER)
- Desmond Douglas (ENG, * 20. Juli 1955)
- Christian Dreher (GER, * 19. Dezember 1970)
- Norbert Drescher (DDR, * 10. Februar 1952)
- Paul Drinkhall (GBR, * 16. Januar 1990)
- Stefan Dryszel (POL, * 25. Dezember 1958)
- Alena Dubkowa (BLR, * 11. September 1991)
- Charles Dubouillé (FRA, * um 1918)
- Benedikt Duda (GER, * 4. April 1994)
- Mirela Durak (HRV, * 10. März 1990)
- Admir Duranspahić (BIH, * 25. September 1987)
- Ulrike Dürre  → Ulrike Aichele
- Herbert Duschanek (AUT)
- Josef Dvořáček (TCH, * 20. März 1952)
- Galia Dvorak (UKR, * 1. April 1988)
- Jakub Dyjas (POL, * 9. Oktober 1995)
- Oleksandr Didukh (UKR, * 12. Februar 1982)
- Michał Dziubański (POL, * 7. Mai 1971)

### E
- Josef Eberl (AUT, * 15. April 1947; † 20. April 2019)
- Jana Eberle (GER, * 20. November 1952; † 2. November 2024)
- Gisela Eberth (GER)
- Sunday Eboh (NGR, * 1957)
- Karl-Heinz Eckardt (GER, * 7. Mai 1912; † 20. Oktober 1957)
- Otto Eckl (AUT, * 28. Dezember 1922; † 3. Jänner 1993)
- Offiong Edem (NGR, * 31. Dezember 1986)
- Britt Eerland (NED, * 22. Februar 1994)
- Ilse Egemann (GER, * 20. September 1923; † 28. Oktober 2008)
- Fujie Eguchi (JPN, * 18. November 1932;  † 28. Mai 2021)
- Heinrich Ehrenbrecht (GER, * 19. August 1895; † 24. September 1960)
- Carmen Ehrismann → Carmen Witte
- Alex Ehrlich (POL, * 1. Januar 1914; † 7. Dezember 1992)
- Matilda Ekholm (SWE, * 15. Juni 1982)
- Fawzi El-Abrashy (EGY)
- Shahira El-Alfy (EGY, * 22. Februar 1977)
- Ines El-Darwish (EGY)
- Nadeen El-Dawlatly (EGY, * 22. Juni 1993)
- Sherif El-Saket (EGY, * 22. Januar 1970)
- Fiona Elliot (ENG; * um 1967)
- Helen Elliot (SCO, * 20. Januar 1927; † 12. Januar 2013)
- Damien Éloi (FRA, * 4. Juli 1969)
- Esa Ellonen (FIN, * 12. Juli 1934; † 27. September 2018)
- Dora Emdin (ENG, * 4. August 1912; † 9. April 1945)
- Manfred Emmel (GER, * 8. Oktober 1945)
- Peter Engel (GER, * 13. Januar 1954)
- Helga Engelke (GER, * 17. November 1925; † 1. Februar 2014)
- Margit Engelmann (GDR, * 22. März 1953)
- Kurt Entholt (GER, * 18. April 1909; † 9. Juni 1996)
- Silvija Erdelji (YUG/SRB, * 28. Mai 1979)
- Geir Andre Erlandsen (NOR, * 29. März 1976)
- Helmut Ernst (GER, * um 1934)
- Nancy Evans (WAL, * 1903; † 28. Juli 1998)
- Roy Evans (WAL, * 8. Oktober 1909; † 18. Mai 1998)

### F
- Siegfried Facius (GDR, * 13. März 1915; † 27. November 1968)
- Oksana Fadejewa / Oksana Fadeeva (RUS, * 16. März 1975)
- János Faházi (HUN, * 23. April 1942)
- Rösel Fahlbusch (GER)
- Peter Fähnrich (GDR, * 15. Dezember 1943)
- Mattias Falck → Mattias Karlsson
- Cornelia Faltermaier (GER, * 11. Februar 1971)
- Fan Changmao (CHN, * 8. April 1963)
- Fan Siqi (CHN, * 28. Februar 1998)
- Fan Zhendong (CHN, * 22. Januar 1997)
- Fang Bo (CHN, * 9. Januar 1992)
- Feng Panfeng (CHN, * 20. Dezember 1989)
- Zsuzsanna Fantusz (HUN, * 28. Dezember 1933)
- Yasmin Farah Hassan (DJ, 22. September 1993)
- Gizella Farkas (HUN, * 18. November 1925; † 17. Juni 1996)
- Helios Farrell (MEX, * um 1925; † 15. Januar 2014)
- Yvonne Fayard (FRA, * 6. November 1911; † 8. März 1992)
- Mária Fazekas (HUN, * 2. August 1975)
- Jasna Fazlić (YUG, * 20. Dezember 1970)
- Christa Federhardt → Christa Rühl
- Swetlana Federova = Swetlana Fedorowa → Swetlana Grinberg
- Stefan Fegerl (AUT, * 12. September 1988)
- Gabriela Feher (SRB, * 30. Mai 1988)
- Manfred Feher (AUT)
- Andreas Fejer-Konnerth (GER, * 1. Februar 1964)
- Zoltan Fejer-Konnerth (GER, * 20. Juli 1978)
- Gizella Fekete → Gizella Farkas
- Manfred Feld (GER, * 1925; † 11. August 2017)
- Anita Felguth (GER, * 13. Mai 1909; † 21. Juni 2003)
- Günter Felske (GER, * 2. Februar 1924; † um 1993)
- Feng Tianwei (SIN, * 31. August 1986)
- Feng Yalan (CHN, * 25. Januar 1990)
- Tatjana Ferdman (RUS, * 14. Juli 1957)
- Éva Ferenczi (ROM, * um 1962)
- Ida Ferenczy (HUN)
- Raymundo Fermín (DOM, * 15. März 1961)
- Gisela Fersching (GER, * um 1931)
- Paweł Fertikowski (POL, * 12. November 1990)
- Stefan Feth (GER, * 27. März 1980)
- Dolores Fetter (AUT, * um 1958)
- Steffen Fetzner (GER, * 17. August 1968)
- Petra Fichtinger (AUT, * Oktober 1973)
- Uschi Fiedler (GER, * 8. November 1934)
- Jupp Fileborn (GER, * um 1917; † September 1963)
- Andrei Filimon (ROM, * 27. Juli 1977)
- Ruwen Filus (GER, * 14. Februar 1988)
- Pia Finnemann (DEN, * 21. Oktober 1977)
- Christina Fischer (GER, * 29. September 1973)
- Dagmar Fischer → Dagmar Mestchen
- Hans-Jürgen Fischer (GER, * 29. Januar 1966)
- Jutta Fischer (GER, * 20. Dezember 1943)
- Swetlana Fjodorowa → Swetlana Georgijewna Grinberg
- Fanchette Flamm (AUT)
- Alexander Flemming (GER, * 25. August 1987)
- Tage Flisberg (SWE, * 12. Oktober 1917; † 3. Mai 1989)
- Tristan Flore (FRA, * 2. Januar 1995)
- Vasile Florea (ROM, * 25. Oktober 1967)
- Philipp Floritz (GER, * 14. Dezember 1991)
- Anastasia Flußmann (AUT, * 2. Juni 1892; † 14. Dezember 1973)
- Paul Flußmann (AUT, * 14. Juni 1900; † 8. Februar 1977)
- Ernő Földi (HUN, * 1918 in Budapest; † 1944)
- Éva Földy → Éva Kóczián
- Laszlo Földy (HUN/SUI, * 30. September 1934;  † 17. Februar 2015)
- Theresia Földy (HUN/SUI, * 1946)
- Tone Folkeson (NOR, * 1964; † 13. Januar 1985)
- Lili Forbath (AUT)
- Sonja Forss → Sonja Grefberg
- Dieter Forster (GER, * 10. Juni 1942)
- Stanislaw Fraczyk (POL/AUT, * 2. Dezember 1952)
- Oskar Frank (GDR)
- Katrin Franke → Katrin Heinze
- Lothar Franke (GER)
- Margaret „Peggy“ Franks (ENG)
- Peter Franz (GER, * 25. April 1971)
- Patrick Franziska (GER, * 11. Juni 1992)
- Angela Fraunheim (GDR, * Mitte Juni 1964)
- Margit Freiberg (GER, * 4. Mai 1962)
- Marcos Freitas (POR, * 8. April 1988)
- Eduard Freudenheim (AUT)
- Conny Freundorfer (GER, * 9. November 1936; † 7. Mai 1988)
- Oskar Freytag (GDR)
- Ursula Friedrich → Ursula Paulsen
- Waldemar Fritsch (AUT, * 11. Januar 1923; † 15. Mai 2008)
- Richard Fritz (GER, * 20. Mai 1949)
- Hans-Jürgen Fromm (GDR, * 26. Juni 1941; † 8. Juli 2002)
- Fu Yu (POR, * 29. November 1978)
- Walter Fuchs (GER, * um 1940)
- Monika Führer (SUI, * 8. August 1990)
- Hiroko Fujii (JPN, * 18. Oktober 1982)
- Naoko Fukazu (JPN, * 23. Dezember 1944)
- Ai Fukuhara (JPN, * 1. November 1988)
- Haruna Fukuoka (JPN, * 25. Januar 1984)
- Horst Funk (GER, * 25. Dezember 1933)
- Eliška Fürstová → Eliška Krejčová
- Hassan-Ali Fyzee (IND, * 9. Oktober 1879; † 12. Dezember 1962)

### G
- Hans Wilhelm Gäb (GER, * 31. März 1936; † 13. April 2025)
- Andrej Gaćina (CRO, * 21. Mai 1986)
- Magda Gál (HUN, * 1909; † 1990)
- Jorge Gambra (CHI, * 14. Juli 1963)
- Günter Gamböck (GER, * 4. April 1931; † 30. April 2023)
- Swetlana Ganina (RUS, * 11. Juli 1978)
- Maxim Grebnew (RUS * 9. Januar 2002)
- Matei Gantner (ROM, * 1934; † 2023)
- Gao Jun (CHN/USA, * 25. Januar 1969)
- Gao Ning (SIN, * 11. Oktober 1982)
- Guo Xingyuan (CHN, * 20. Oktober 1988)
- Róbert Gárdos → Robert Gardos (HUN/AUT, * 16. Januar 1979)
- Rūta Garkauskaitė → Rūta Paškauskienė
- Laura Gasnier (FRA, * 10. Juli 1993)
- Jean-Philippe Gatien (FRA, * 16. Oktober 1968)
- Simon Gauzy (FRA, * 25. Oktober 1994)
- Antonín Gavlas (CZE, * 4. Juni 1985)
- Ge Xinai (CHN, * 30. Juni 1953)
- Michael Geiger (GER, * 5. Mai 1965)
- Gabriele Geißler (GDR, * 1. November 1944; † 14. Juni 2006)
- Asta Gedraitite (UdSSR)
- Diana Gee (USA, * 21. Dezember 1968)
- Geng Lijuan (CHN, * 15. Januar 1963)
- João Geraldo (POR, * 29. September 1995)
- Berthold Gerber (DDR, * 15. April 1937; † 24. Juli 2018)
- Pär Gerell (SWE, * 23. Juni 1982)
- Daniela Gergeltschewa (BUL, * 20. Juli 1964)
- Gábor Gergely (HUN, * 21. Juni 1953)
- Curt Gerstmann (GER, * um 1907)
- Gizella Gervai → Gizella Farkas
- Uschi Geuenich → Uschi Janke
- Poulomi Ghatak (IND, * 3. Januar 1983)
- Sujay Ghorpade (IND, * 10. Januar 1965)
- Soumyajit Ghosh (IND, * 10. Mai 1993)
- Umberto Giardina (ITA, * 4. September 1979)
- Adam Giersz (POL, * 15. September 1947)
- Hans Giesecke (GER, * 15. Februar 1932; † 29. Dezember 2013)
- Hannelore Gießler → Hannelore Hanft
- Panagiotis Gionis (GRE, * 7. Januar 1980)
- Dorin Giurgiuca (ROM, * 8. Dezember 1944; † 4. Juni 2013)
- Sándor Glancz (HUN, * 14. Juli 1908; † 17. Januar 1974)
- Edith Glanzer (AUT)
- Gerlinde Glatzer (GER, * 6. Mai 1950)
- Eric Glod (LUX, * 16. November 1993)
- Margot Gloede (GER, * 1919)
- Sathiyan Gnanasekaran (IND, * 8. Januar 1993)
- Helmut Goebel (AUT, * um 1919)
- Jessica Göbel (GER, * 22. Oktober 1981)
- Peter Gockner (AUT, * um 1959)
- Hana Goda (EGY, * 12. Dezember 2007)
- Maria Golopența → Maria Alexandru
- Ernst Gomolla (GER, * 7. April 1935)
- Herbert Gomolla (GER, * 7. April 1935)
- Rosemarie Gomolla → Rosemarie Seidel
- Stanislaw Nikolajewitsch Gomoskow (UdSSR, * 3. August 1948)
- Daniel Gorak (POL, * 9. Oktober 1983)
- Rita Gördes (GER)
- Qianhong Gotsch (GER, * 7. September 1968)
- Eva Graf (GER, * 9. April 1936; † 29. Oktober 2001)
- Alice Grandchamp (SUI)
- Ottilie Graszl (AUT, * 24. Mai 1916; † 3. Mai 1993)
- Betty Gray (WAL, * 20. August 1920; † 12. August 2018)
- Stephanie Grebe (GER, * 24. September 1987)
- Adam Green (AUS, * 1980)
- Sally Green (USA, * 23. Dezember 1922; † 7. September 2014)
- Sonja Grefberg (FIN, * 9. Juni 1964)
- Kay-Andrew Greil (GER, * 2. Oktober 1973)
- Walter Grein (GER, * 1. Dezember 1927; 13. Oktober 2022)
- Annette Greisinger (GER, * 30. Juli 1966)
- Mia Griesel (GER, * 31. März 2006)
- Barry Griffiths (NZL, * 29. Februar 1964)
- Marcel Grimm (SUI, * um 1941)
- Swetlana Grinberg (RUS, * 10. Oktober 1944)
- Milan Grman (TCH, * 25. August 1969)
- Helmut Grob (GER, * 13. Mai 1968)
- Hilde Gröber (GER, * 30. März 1931)
- Alica Grofová (TCH, * 2. April 1952)
- Brigitte Gropper (AUT, * 18. Juni 1960)
- Alfred Großmann (GER)
- Jonathan Groth (DEN, * 2. November 1992)
- Rajko Gommers (NED, * 8. Juni 1995)
- Andrzej Grubba (POL, * 14. Mai 1958; † 21. Juli 2005)
- Edith Gruber → Edith Glanzer
- Rudolf „Rudi“ Gruber (GER, * 17. Juni 1922; † 8. Juni 2002)
- Slobodan Grujić (YUG/SRB, * 24. August 1973)
- Walter Gründahl (GER, * 19. Mai 1949)
- Carole Grundisch (FRA, * 7. September 1986)
- Gu Gai (CHN, * 16. Mai 1989)
- Gu Ruochen (CHN, * 3. Januar 1994)
- Gu Yuting (CHN, * 14. Januar 1995)
- Gui Lin (BRA, * 1. Oktober 1993)
- Guo Pengpeng (CHN/GER, * 25. Oktober 1978)
- Doris Gubbins (WAL, † 1961)
- Guo Yan (CHN, * 24. Juni 1982)
- Guo Yue (CHN, * 17. Juli 1988)
- Guo Yuehua (CHN, * 4. Februar 1956)
- Jan Gürtler (GER, * 6. Februar 1970)
- Andrea Gutknecht (GER, * 4. Juni 1965)
- Elemér Gyetvai (HUN, * 12. Juli 1927; † 18. März 1993)

### H
- Anita Haacke (GER, * 4. Mai 1932;  † 24. Juni 2021)
- Jutta Haarburger → Jutta Kruse
- Friedrich Haase (GER, * 2. November 1943)
- Hans-Jürgen Haase (GER, * 1. Oktober 1921; † 10. Dezember 2011)
- Irene Haase (GER, * 1961)
- Gary Haberl (AUS, * 4. Juli 1965; † 18. November 2019)
- Daniel Habesohn (AUT, * 22. Juli 1986)
- Hans-Jürgen Hackenberg (GER, * 11. September 1950)
- Dana Hadačová → Dana Čechová
- Heribert Haensch (GER, * um 1912)
- Hanna Haering (GER, * 9. Dezember 1939)
- Walter Hafner (GER, * um 1940)
- Michel Haguenauer (FRA, * 22. Januar 1916; † 25. August 2000)
- Annemarie Hähnsch (GER, * 2. Januar 1904; † 25. Januar 1968)
- Andreas Hain (GER, * 3. November 1966)
- Tanja Hain-Hofmann (GER, * 3. März 1980)
- Rudolf Hajek (AUT, * 18. August 1963)
- Caroline Hajok (GER, * 9. Oktober 1998)
- Johan Fredrik Håkansson (SVE, * 2. August 1975)
- Paul Haldan (NED, * 12. April 1965)
- Heidrun Haltermann → Heidrun Woltjen
- Ham Yu-song (PRK, * 16. Februar 1999)
- Miho Hamada (JPN, * um 1947)
- Yui Hamamoto (JPN, * 28. Juli 1998)
- Elke Hamel → Elke Richter
- Miloslav Hamer (CZE, * 22. Juni 1913; † 4. Februar 2002)
- Helen Hamilton → Helen Elliot
- Sven-Olof Hammarlund (SWE, * 19. Februar 1932; † 15. Oktober 1995)
- Junko Haneyoshi (CHN/JPN, * 30. Juni 1967)
- Jill Hammersley (GBR, * 6. Dezember 1951)
- Han Xing (CGO, * 8. November 1989)
- Han Yang → Yo Kan
- Han Ying (CHN/GER, * 29. April 1983)
- Sarah Hanffou (FRA, * 8. Oktober 1986)
- Hannelore Hanft (GER, * 1932)
- Sigrid Hans (GER, * 1953 oder 1954; † Mai 2017)
- Judith Hanselka (GER, * 30. August 1983)
- Helmut Hanschmann (GDR, * 3. November 1934; † 29. Oktober 2006)
- Hao Shuai (CHN, * 1. Oktober 1983)
- Hanna Haponowa (UKR, * 28. Oktober 1985)
- Sándor Harangi (HUN, * 5. April 1945 in Eger)
- Tibor Harangozo (YUG, * 1922; † 1978)
- Tin-Tin Ho (ENG, * 3. September 1998)
- Vilim Harangozo (YUG, * 25. Januar 1925; † 14. Januar 1975)
- Zsolt Harczi (HUN, * 17. Februar 1967)
- Tomokazu Harimoto (JPN, * 27. Juni 2003)
- Miwa Harimoto (JPN, * 16. Juni 2008)
- Karl-Heinz Harmansa (GER, * 23. März 1932; † 27. Juni 2001)
- Ian Harrison (ENG, * 28. Juni 1939)
- Heinz Harst (GER, * 20. Juni 1934)
- Inge Harst (GER, * 9. Juni 1940)
- Susanne Harst (GER, * 30. März 1969)
- Hans Hartinger (AUT)
- Rösel Hartinger → Rösel Fahlbusch
- Nobuhiko Hasegawa (JPN, * 5. März 1947; † 7. November 2005)
- Honoka Hashimoto (JAP, * 5. Juli 1998)
- Bruno Hassler (GER, * um 1952)
- Franziska Hassler → Franziska Henze
- Heinz Haupt (GDR, * 9. März 1924; † 21. Januar 2010)
- Werner Haupt (GER, * 9. Juni 1934; † 17. Juni 1999)
- Matthias Haustein (GDR, * 31. Juli 1965)
- Tadaaki Hayashi (JPN, 2. Januar 1920; † 29. August 2017)
- Hina Hayata (JPN, * 7. Juli 2000)
- Adrian Haydon (ENG, * 1911; † 12. September 1973)
- Ann Haydon (ENG, * 7. Oktober 1938)
- Emina Hadžiahmetović (BIH, * 1. Juni 1995)
- Magda Házi → Magda Gál
- Tibor Házi (HUN, * 9. Februar 1912; † 1999)
- Qianhong He → Qianhong Gotsch
- He Sirin (TUR, * 30. August 1989)
- He Zhili (CHN/JPN, * 30. September 1964)
- He Zhiwen (CHN/ESP, * 31. Januar 1962)
- He Zhuojia (CHN, * 25. Oktober 1998)
- Jürgen Hegenbarth (GER, * 21. August 1968)
- Petra Heuberger (GER, * 9. April 1980)
- Margot Heidel → Margot Gloede
- Günter Heine (AUT, * 15. April 1940)
- Veronika Heine (AUT, * 8. September 1986)
- Anke Heinig (GDR, * 19. August 1968)
- Katrin Heinze (GDR, * 18. September 1968)
- Erzsébet Heirits (HUN, 7. November 1938)
- Danny Heister (NLD, * 18. November 1971)
- Marta Hejma (GER, * 27. Juni 1947)
- Peter Held (GER, * 29. Oktober 1937)
- Ann-Christin Hellman (SWE, * 4. August 1955)
- Bert van der Helm (NLD, * 23. November 1948)
- Ashraf Helmy (EGY, * 24. April 1967)
- Pauline Hemmings → Pauline Piddock
- Wiebke Hendriksen (GER, * 31. Januar 1951)
- George Hendry (USA, * 2. September 1920; † 17. August 2011)
- Ellen Hennemann (GER, * um 1928)
- Franziska „Tita“ Henze (GER/SUI, * 21. August 1931)
- William Henzell (AUS, * 23. März 1982)
- Grete Herber (GER, * 15. September 1910; † 2005)
- Ilka Herberz → Ilka Uhrlandt
- Judit Herczig (AUT, * 11. April 1976)
- Erwin Heri (CH, * 6. März 1954)
- Annelie Hernvall (SWE)
- Helga Herresthal (GER)
- Claudia Herweg (GER, * 1966)
- Zdeněk Heydušek (CZE, * 9. März 1897; † 30. Januar 1973)
- Lars Hielscher (GER, * 9. Mai 1979)
- Markus Hildebrandt (GER, * 21. Dezember 1974)
- Melody Hill → Melody Ludi
- Werner Hillenkötter (GER)
- John Hilton (GBR, * 25. Juni 1947)
- Hildegard Hintner (AUT, * 1940er Jahre; † 2017)
- Tobias Hippler (GER, * 29. April 1999)
- Miu Hirano (JPN, * 14. April 2000)
- Sayaka Hirano (JPN, * 24. März 1985)
- Cristina Hirici (ROM, * 6. April 1992)
- Saeko Hirota (JPN)
- Viktor Hirsch (AUT, * um 1940)
- Ursula Hirschmüller → Ursula Kamizuru
- Brigitte Hirzel (SUI, * 1965)
- Ho Kwan Kit (HGK, * 20. April 1997)
- Hou Yingchao (CHN/CAN, * 15. Juni 1980)
- Astrid Hobohm → Astrid Krebsbach
- Erich Hochenegger (AUT, * um 1920; † 26. Juni 1952)
- Werner Hoeveler (* 1925; † 2010)
- Günter Hoffmann (GER, * um 1932)
- Helmuth Hoffmann (GER, * 7. November 1919; † 19. Juni 2010)
- Nils Hohmeier (GER, * 1. Februar 1998)
- Anton „Toni“ Hold (AUT, * 27. März 1937)
- Annegret Hollendiek → Annegret Thöle
- Ingrid Hollmann (GDR, * 6. Oktober 1938)
- Andrea Holt (ENG, * 11. November 1970)
- Astrid Horn → Astrid Krebsbach
- Friedel Holusek (GER, * um 1932)
- Leopold Holusek (GER, * 10. November 1924; † 16. April 1993)
- Anton Holy (AUT)
- Hong Cha-ok (KOR, * 10. März 1970)
- Joseph Hong (GER, * 22. Januar 1972)
- Mirjam Hooman (NED) → Mirjam Kloppenburg
- Matthias Höring (GER, * 18. Juni 1962)
- Robert Horsch (GER, * 7. Juni 1959)
- Mika Hoshino (JAP, * 10. Juli 1966)
- Nobuya Hoshino (JPN,  * 1. Februar 1937; † 22. Februar 2020)
- Gilany Hosnani (MUS, * 21. August 1957)
- Sarah Hanffou (CMR, * 8. Oktober 1986)
- Christian Hotz (SUI, * 8. Mai 1986)
- Doris Hovestädt (GDR, * 22. August 1943)
- Linda Howard (ENG, * 28. Juli 1955)
- Marie Hrachová (CSK, * 12. November 1963)
- Květa Hrušková (TCH, * 25. Juni 1925; † 30. Januar 2012)
- Hsi En-Ting → Xi Enting
- Ariel Hsing (USA, * 29. November 1995)
- Hsu Yin-Sheng → Xu Yinsheng
- Hu Heming (AUS, * 21. März 1994)
- Hu Limei (CHN, * 23. Januar 1995)
- Melek Hu (CHN/TRK, * 27. Januar 1989)
- Hu Yulan (CHN, * 1947; †  18. Oktober 2021)
- Huang Huei-chieh (* 2. Juli 1965)
- Han Hye-song (PRK, * 2. August 1988)
- Huang Liang (CHN, * 20. März 1954)
- Huang Sheng-Sheng (TPE, * 26. Oktober 1987)
- Wenguan Huang (CHN/CAN, * 5. Oktober 1962)
- Huang Yi-Hua (TPE, * 20. Juli 1984)
- Hwang Min-ha (KOR, * 31. März 1999)
- Peter Hübner (GER, * 13. Dezember 1938; † 28. Februar 2020)
- Radivoj Hudetz (YUG, * 30. Januar 1935)
- Lily Hugh → Lily Yip
- Engelbert Hüging (GER, * 19. August 1957)
- Hui So Hung (HGK, * 2. Dezember 1958)
- Huong Do Thi (GER, * 10. Juni 1994)
- Ken Hyde (ENG, * Juni 1915; † Juni 2010)
- Anna Hursey (WAL, * 22. Juni 2006)
- Annemarie Huwe (GER, * um 1940)
- Jun Hye-kyung (KOR, * 17. November 1977)
- Cha Hyo-sim (PRK, * 15. Juli 1994)

### I
- Saheed Idowu (CGO, * 3. Januar 1990)
- Horst Ilberg (GER, * 23. Oktober 1930)
- Ildiko Imamura (HUN, * 3. Dezember 1963)
- Yuko Imamura (GER, * 17. August 1995)
- Hanne Imlau → Hannelore Schlaf
- Joan Ingram (ENG, * 28. Februar 1910; † 4. Februar 1981)
- Insook Bhushan (KOR/USA, * 17. Februar 1952)
- Ovidiu Ionescu (ROM, * 28. Juni 1989)
- Kiyomi Ishida (JAP, * 28. April 1968)
- Yuka Ishigaki (JPN, * 22. Juli 1989)
- Kasumi Ishikawa (JPN, * 23. Februar 1993)
- Ursula Isler (GER)
- Koharu Itagaki (JPN/DEU, * Januar 2010)
- Kazuko Ito → Kazuko Yamaizumi
- Mima Itō (JPN, * 21. Oktober 2000)
- Shigeo Itō (JPN, * 21. Januar 1945)
- Irene Ivancan (GER, * 22. Juli 1983)

### J
- Peter Jackson (NZL, * 22. Oktober 1964)
- Roland Jacobi (HUN, * 9. März 1893; † 22. Mai 1951)
- Rolf Jäger (GER, * 17. Oktober 1949)
- Helene Jahn (GER/AUT)
- Lubomír Jančařík (CZE, * 17. August 1987)
- János Jakab (HUN, 23. Juli 1986)
- Jang Song-man (PRK, 17. August 1985)
- Jang Woojin (KOR, 10. September 1995)
- Uschi Janke (GER, * 23. Mai 1924)
- Bernt Jansen (GER, * 27. Juli 1949)
- Monique Jaquet (SUI, * Ende 1930 oder Anfang 1931)
- Linda Jarvis → Linda Howard
- Nicky Jarvis (ENG, * 4. März 1954)
- Tom Jarvis (ENG, * 2. Dezember 1999)
- Zsuzsanna Javor → Zsuzsanna Fantusz
- Eva Jeler (YUG, * 1. Oktober 1953)
- Jeon Ji-hee (KOR, * 28. Oktober 1992)
- Jeong Sang-eun (KOR, * 2. April 1990)
- Marko Jevtović (SRB, * 5. Januar 1987)
- Kanak Jha (USA, * 19. Juni 2000)
- Jia Jun (CHN, * 17. Juni 1986)
- Liu Jia (AUT, * 16. Februar 1982)
- Jian Wei Sun → Sun Jianwei
- Jiang Huajun (CHN/HKG, * 8. Oktober 1984)
- Jiang Jialiang (CHN, * 3. März 1964)
- Jiang Tianyi (CHN/HKG, * 28. Februar 1988)
- Jiang Yongning → Chiang Yung-Ning
- Jianqiang Wang → Wang Jianqiang
- Jiao Zhimin (CHN, * 1. Dezember 1963)
- Karl Jindrak (AUT, * 10. Dezember 1972)
- Jing Jun Hong (CHN/SIN, * 13. Oktober 1968)
- Rao Jingwen (CHN, * 26. März 1985)
- Christer Johansson (SVE, * 10. Dezember 1944)
- Kjell Johansson (SVE, * 5. Oktober 1946, † 24. Oktober 2011)
- Heinz John (GDR, * 18. November 1935)
- Jarmo Jokinen (FIN, * 1. September 1957; † 27. November 1987)
- Garfield Jones (JAM, * 4. März 1966)
- Carina Jonsson (SWE, * 17. Juli 1979)
- Susanne Jonsson (SWE, * 17. Juli 1979)
- István Jónyer (HUN, * 4. August 1950)
- Joo Se-hyuk (KOR, * 20. Januar 1980)
- Darko Jorgić (SLO, * 30. Juli 1998)
- Melanie Jost (GER, * 3. April 1973)
- Lotfi Joudi (TUN, * 11. August 1963)
- Pierre Juliens (BEL, * um 1941)
- Horst Jung (GER, * um 1936)
- Jung Young-sik (KOR, * 20. Januar 1992)
- Jung Hwa Hyun (KOR, * 6. Oktober 1969)
- Jung Kuo-Tuan → Rong Guotuan
- Leo Junggeburth (GER, * 1923; † Anfang Dezember 1992)
- Irmgard Juniel (GER)
- Erzsébet Jurik → Erzsébet Heirits
- Heribert Just (AUT)

### K
- Bose Kaffo (NGR, * 14. November 1972)
- Christel Kaib → Christel Lang
- Szilvia Káhn (HUN, * 31. Dezember 1969)
- Yvonne Kaiser-Steinbrecher → Yvonne Steinbrecher
- Zoran Kalinić (YUG, * 20. Juli 1958)
- Gabriele Kalka (GDR/GER, * 10. Juli 1968)
- Anton Källberg (SWE, * 17. August 1997)
- Christina Källberg (SWE, * 1. April 2000)
- Doris Kalweit → Doris Hovestädt
- Ursula Kamizuru (GER, * 7. November 1953; † 5. August 2008)
- Janina Kämmerer (GER, * 16. März 1998)
- Kang Hee-chan (KOR, * 10. Mai 1970)
- Cláudio Kano (BRA, * 18. Dezember 1965; † 1. Juli 1996)
- Kao Cheng-Jui (TPE, * 25. Dezember 2004)
- Mihovil Kapetanic (YUG, * 1922; † 18. Februar 2012)
- Ina Karahodzina (BLR, * 13. November 1987)
- Aleksandar Karakašević (SRB, * 9. Dezember 1975)
- Milivoj Karakašević (YUG, * 30. Juli 1948; † 26. März 2022)
- Filip Karin (SUI, * 13. Januar 1997)
- Jitka Karlíková (TCH, * 9. Februar 1947)
- Kristian Karlsson (SWE, * 6. August 1991)
- Mattias Karlsson (SWE, * 7. September 1991)
- Peter Karlsson (SWE, * 29. Mai 1969)
- Renata Kasalová (TCH, * 5. März 1969)
- Erwin Kaspar (AUT, * um 1920; † 1941)
- Willi Kassler (GER, † 18. August 1941)
- Dagmar Katerbau (GER, * 17. November 1938)
- Miyu Katō (JAP, * 14. April 1999)
- Annett Kaufmann (GER, * 23. Juni 2006)
- Carlos Kawai (BRA, * 30. Juli 1969)
- Lew Wadimowitsch Kazman (RUS, * 31. März 2001)
- Hilde Kazmierczak → Hilde Gröber
- Chan Kazuhiro (JPN, * 15. Juli 1985)
- Ke Hsin-Ai → Ge Xinai
- Gerdie Keen (NED, * 29. September 1969)
- Trinko Keen (NED, * 22. September 1971)
- Béla von Kehrling (HUN, * 25. Januar 1891; † 26. April 1937)
- Thomas Keinath (GER, * 31. August 1977)
- István Kelen (HUN, * 21. März 1912; † 1. Mai 2003)
- Ilona Kerekes (HUN, * 25. Oktober 1926; † vor 20. Oktober 2023)
- Zlatko Kesler (SRB, * 17. März 1960)
- Jana Kettnerová → Jana Eberle
- Marie Kettnerová (TCH, * 4. April 1911; † 28. Februar 1998)
- Aljaksandr Khanin → Aljaksandr Chanin
- Elsa Kieckhöfer (GER, * um 1955)
- Ingo Kiel (GER, * 21. Oktober 1932)
- Miyuu Kihara (JAP, * 3. August 2004)
- Christian Kill (LUX, * um 1990)
- Kim Bok-rae (KOR, * 3. Mai 1977)
- Kim Chang-ae (KOR, * 20. Jahrhundert)
- Kim Dong-hyun (KOR, * 10. November 1994)
- Kim Hyang-mi (PRK, * 19. September 1979)
- Kim Hye-song (PRK, * 5. September 1993)
- Kim Hyok-bong (PRK, * 28. Oktober 1985)
- Kim Hyon-hui (PRK, * 15. September 1979)
- Kim Ji-ho (KOR, * 10. August 1999)
- Kim Jong (PRK, * 19. April 1989)
- Kim Jung-hoon (KOR, * 21. August 1982)
- Kim Ki-taik → Kim Ki Taek (KOR, * 3. Oktober 1962)
- Kim Kum-yong (PRK, 17. August 2001)
- Kim Kyung-ah (KOR, * 25. Mai 1977)
- Kim Mi-yong (PRK, * 6. Mai 1983)
- Kim Min-seok (KOR, * 25. Januar 1992)
- Kim Moo-kyo (KOR, * 27. August 1975)
- Kim Nam-hae (PRK, * 5. März 1996)
- Kim Song-i (PRK, * 10. August 1994)
- Kim Song-nam (PRK, * 17. Dezember 1992)
- Kim Taek Soo (KOR, * 25. Mai 1970)
- Kim Wan (KOR, * 27. März 1961)
- Kim Yun-mi (PRK, * 28. April 1981)
- Kōji Kimura (JPN, * Dezember 1940)
- Christel Kipp → Christel Lang
- Ilona Király (HUN, * um 1914; † 1979)
- Torsten Kirchherr (GER, * 14. September 1966)
- Anna Kirichenko (FIN, * 15. Mai 1997)
- Reba Kirson → Reba Monness
- Beatrix Kisházi (HUN, * 13. Oktober 1946)
- Seiya Kishikawa (JPN, * 21. Mai 1987)
- Tibor Klampár (HUN, * 30. April 1953)
- Peter von Klaudy (GER, * um 1942)
- Sophia Klee (GER, 8. Mai 2003)
- Erwin Klein (USA, * 6. Juni 1938; † 30. September 1992)
- Maria Klein (GER)
- Gertrude „Traute“ Kleinová (CZE, * 13. August 1918; † 19. Februar 1975)
- Jana Klessinger → Jana Eberle
- Natālija Kļimanova (LAT, * 24. Januar 1975)
- Frank Klitzsch (GER, * 18. September 1957; † 18. September 1976)
- Simone Klöckner (GER, * 11. März 1976)
- Helene Klonisch (GER, * 15. Mai 1937; † 15. Oktober 2018)
- Mirjam Kloppenburg (NED, * 4. Januar 1966)
- Dieter Knappe (GDR, * 30. Dezember 1939; † 5. April 2002)
- Liane Knappe → Liane Rödel
- Monika Kneip-Stumpe (GER, * 6. September 1952)
- Carole Knight (ENG, * 9. Juni 1957)
- Ko Lai Chak (CHN/HKG, * 10. Mai 1976)
- Éva Kóczián (HUN, * 25. Mai 1936)
- József Kóczián (HUN, * 4. August 1926; † 10. Dezember 2009)
- Erika Koch → Erika Schmollinger
- Günter Köcher (GER, * 26. März 1948; † Januar 2020)
- Dieter Köhler (GER, * 20. Dezember 1938)
- Grete Köhler → Grete Herber
- Erwin Kohn (AUT, * 20. Dezember 1911; † 18. März 1994)
- Renate Kohn (GDR, * 31. Januar 1935)
- Mitsuru Kohno (JPN, * 13. August 1946)
- Kōki Niwa (JPN, * 10. Oktober 1994)
- Stanislav Kolář (TCH, * 31. März 1912; † 6. Mai 2003)
- Josefine „Pepa“ Kolbe (AUT)
- Štefan Kollárovits (TCH, * 11. Mai 1945)
- Harald Koller (AUT, * 29. April 1961)
- Conrad Köllner (AUT, * um 1947)
- Valter Kolmodin (SWE, * 27. Mai 1910; † 4. November 1952)
- Sari Kolosvary → Sari Szasz
- Nanthana Komwong (THA, * 13. September 1980)
- Kong Linghui (CHN, * 18. Oktober 1975)
- Kong Lingxuan (CHN, * 9. Mai 1996)
- Manfred Konieczka (GER, * 26. Mai 1941)
- Petr Korbel (TCH, * 6. Juni 1971)
- Istvan Korpa (YUG, * 24. Dezember 1945)
- Zoran Kosanović (YUG, * 16. Januar 1956; † 4. Februar 1998)
- Zokhid Kenjaev (UZB, * 30. März 1992)
- Sascha Köstner (GER, * 25. August 1975)
- Tatsiana Kostromina (BLR, * 15. Februar 1973)
- Irina Kotikhina (RUS, * 17. Dezember 1980)
- Vera Kottek (AUT/SUI, * 1. April 1963; † 18. Januar 2015)
- Kou Lei (UKR, * 20. November 1987)
- Elena Kovtun (UKR, * 20. November 1966)
- Inna Kowalenko (RUS, 27. September 1962)
- Toshiko Kowada (JPN, * 1949)
- Chire Koyama → He Zhili
- Hans Krämer (GER)
- Tanja Krämer → Tanja Hain-Hofmann
- Hilde Kraska (GER, * 24. August 1921; † 10. Dezember 2018)
- Andrea Krauskopf (AUT, * Juni 1967)
- Marina Kravchenko (ISR, * 19. Mai 1975)
- František Krčil (CZE, * 18. August 1974)
- Kalinikos Kreanga (GRE, * 8. März 1972)
- Astrid Krebsbach (GER, * 9. Februar 1913; † 17. September 1995)
- Thomas Kreidel (GER, * 1964)
- Tibor Kreisz (HUN, * 16. April 1958)
- Eliška Krejčová (CZE, * 11. September 1927)
- Helene Kreß (GER, * 9. März 1911; † 6. Mai 1988)
- Dana Kressová → Dana Weber
- Ingrid Kriegelstein (GER, * 9. Juli 1938; † 8. April 2025)
- Zsolt Kriston (HUN, * 12. Februar 1961)
- Roland Krmaschek (TCH/GER, * 24. Januar 1969)
- Isolde Kröhling → Isolde Thormeyer
- Karin Kromnik (GDR, * 8. August 1957)
- Jutta Krüger → Jutta Trapp
- Kirsten Krüger (GER, * 26. März 1955)
- Michael Krumtünger (GER, * 27. August 1957)
- Jutta Kruse (GER, * 27. März 1940)
- Tomasz Krzeszewski (POL, * 19. September 1974)
- Kuai Man (CHN, * 7. Februar 2004)
- Leszek Kucharski (POL, * 8. Juli 1959)
- Caroline Kumahara (BRA, * 27. Juni 1995)
- Werner Kümmerle (GER, * 7. April 1939)
- Wolfgang Kunth (GDR)
- Eva Kummer (GDR, * 11. April 1967)
- Jaroslav Kunz (TCH, * 28. August 1946)
- Sigrun Kunz (GDR, * 11. Juni 1939)
- Thomas Kurfeß (GER, * 11. April 1962)
- Oksana Kuschtsch → Oksana Fadejewa
- Fjodor Kusmin (RUS,  * 17. April 1983)
- Hannelore Küster (GER)
- Tatjana Kutergina → Tatjana Ferdman
- Georg Kutz (GER)
- Kari Kuusiniemi (FIN, * 11. Juni 1960)
- Edith Kwiaton (GER)

### L
- Herbert Ladda (GER, † vor 1946)
- György Lakatos (HUN, * 27. Mai 1918; † 9. Juli 2001)
- Wassili Alexejewitsch Lakejew (RUS * 7. November 1984)
- Anastassija Lawrowa (KAZ, * 26. Juni 1995)
- Maryna Lytowchenko (UKR, * 26. Mai 1991)
- Lam Siu Hang (HKG, * 14. Dezember 1996)
- Florent Lambiet (BEL, * 22. Dezember 1995)
- Fabien Lamirault (FRA, * 17. März 1980)
- Stéphanie Loeuillette (FRA, * 27. Juli 1992)
- Heinrich Lammers (GER, * 19. März 1951)
- Winifred Land (ENG)
- Matthias Landfried (GER, * 7. Februar 1975)
- Christel Lang (GER, * 14. Oktober 1947)
- Kristin Lang → Kristin Silbereisen
- Willi Lang (GER, * vor 1922)
- Marina Lange (GDR, * um 1948)
- Horst Langer (GER, * 10. Juli 1939)
- Jürgen Langer (GER, * 7. Oktober 1942)
- Ilse Lantermann (GER, * 16. August 1935; † 6. Februar 2018)
- Gizella Lantos → Gizella Farkas
- Ian Lariba (PHL, * 13. Oktober 1994 † 2. September 2018)
- Gerben Last (NED, * 19. Oktober 1985)
- Monika Lau → Monika Wiskandt
- Ella Lauer (GER, * 30. April 1940 in Hannover; † 22. Juni 2022)
- Lau Sek Fong (HKG, * 1929; † 6. Mai 2017)
- Lau Sui Fei (HKG, * 3. Juli 1981)
- Lau Wai Cheng (MAS, * 3. Juni 1967)
- Friederike Lauber → Friederike Scharfegger
- Dieter Lauk (GDR, * 16. April 1937)
- Jian Fang Lay (AUS, * 6. März 1973)
- Martine Le Bras (FRA, * 28. Februar 1945)
- Le Van Tiet (SVN, * 13. Juli 1939)
- Johnny Leach (GBR, * 20. November 1922; † 5. Juni 2014)
- Emmanuel Lebesson (FRA, * 24. April 1988)
- Alexis Lebrun (FRA, * 27. August 2003)
- Félix Lebrun (FRA, * 12. September 2006)
- Lee Ailesa (KOR, * 15. August 1954)
- Lee Mi-gyu (KOR, * 4. November 1988)
- Lee Chul-seung (KOR, * 29. Juni 1972)
- Dal Joon Lee (KOR, * 30. Mai 1939; † 19. September 2010)
- Lee Eun-Sil (KOR, * 25. Dezember 1976)
- Lee Ho Ching (HKG, * 24. November 1992)
- Lee Zi-on (KOR, * 27. Mai 1996)
- Lee Jin-kwon (KOR, * 3. November 1987)
- Lee Jung-woo (KOR, * 13. Dezember 1984)
- Lee Sang-su (KOR, * 13. August 1990)
- Sigrun Legler → Sigrun Kunz
- Christophe Legoût (FRA, * 6. August 1973)
- Georg Lehmann (GER, * 29. April 1887; † 6. Dezember 1974)
- Vreni Lehmann (SUI, * 27. Juli 1949)
- Abris Lelbach (GER, * 12. April 1960)
- Erwin Lentföhr (GER, * um 1928)
- Birgit Lehr (GER, * 9. April 1959)
- Jochen Leiß (GER, * 8. Februar 1950)
- Ingrid Lemke → Ingrid Hollmann
- Paul Lemke (GER, * 20. August 1917; † 19. September 1980)
- Siegfried Lemke (GDR, * 16. Oktober 1939)
- Alena Lemmer (FRG, * 16. Mai 1997)
- Kostadin Lengerov (AUT, * 10. August 1976)
- Edith Lersow (GER, * 10. Oktober 1938; † 24. März 2012)
- Rimas Lesiv (LTU, * 18. Januar 1999)
- Sofiane Ben Letaief (TUN, * 19. Oktober 1966)
- Andreas Levenko (AUT, * 17. Juli 1998)
- Leung Chu Yan (HKG, * 21. April 1979)
- Li Bin (HUN, * 31. Mai 1988)
- Li Bun Hui (PRK, * 29. Dezember 1968)
- Li Chen-Shih → Li Zhenshi
- Li Ching (CHN/HKG; * 7. März 1975)
- Li Chunli (NZL, * 28. Februar 1962)
- Li Fen (CHN/SWE, * 25. August 1976)
- Li Fu-Jung → Li Furong
- Li Furong (CHN, * 17. August 1943)
- Li Gun-sang (PRK, * 5. Februar 1966)
- Li Huifen (CHN, * 14. Oktober 1963)
- Li Jia (CHN, * 4. Mai 1981)
- Li Jia Wei (SGP, * 9. August 1981)
- Li Jiao (NED, * 15. Januar 1973)
- Li Jie (CHN/NED, * 6. März 1984)
- Li Ju (CHN, * 22. Januar 1976)
- Li Karen (NZL, * 19. September 1977)
- Li Li (CHN, * um 1947)
- Li Nan (CHN, * 17. Juni 1982)
- Li Ping (CHN, * 18. Mai 1986)
- Li Qian (POL, * 30. Juli 1986)
- Li Qiangbing (CHN/AUT, * 30. April 1985)
- Li Xiaodan (CHN, * 6. März 1990)
- Li Xiaoxia (CHN, * 16. Januar 1988)
- Li Jiayi (CHN, * 8. Januar 1994)
- Li Xue (FRA, * 14. April 1985)
- Li Yuxiang (CHN, * 9. Juni 1955)
- Li Zhenshi (CHN, * 29. Oktober 1949)
- Lian Qian (DOM, * 19. Februar 1983)
- Liang Geliang (CHN, * 5. Mai 1950)
- Liang Jingkun (CHN, * 20. Oktober 1996)
- Liang Lizhen (CHN, * 1945; † 27. Januar 2017)
- Liao Cheng-Ting (TPE, 12. Februar 1996)
- Alfred Liebster (AUT, * 14. März 1910; † 2000)
- Wilfried Lieck (GER, * 29. Oktober 1945)
- Andrea Lieder → Andrea Ullmann
- Jürgen Lieder (GER, * 2. März 1937; † 18. Mai 2000)
- Lim Jong-hoon (KOR, * 21. Januar 1997)
- Lin Gaoyuan (CHN, * 19. März 1995)
- Lin Hui-Ching (CHN, * 16. Juli 1941)
- Lin Ju (DOM, * 1. September 1979)
- Lin Li-Ju (TPE, * 4. Februar 1967)
- Lin Ling (CHN/HKG, * 9. September 1977)
- Anders Lind (DEN, * 14. Dezember 1998)
- Karin Lindberg (GER, * 5. Juli 1915; † 1. Mai 2008)
- Marie Lindblad (SWE)
- Uwe Lindenlaub (GDR, * 6. Juli 1966)
- Hans-Georg Lindenstaedt (GER, * 20. August 1904; † 24. Dezember 1975)
- Erik Lindh (SWE, * 24. Mai 1964),
- Lin Shidong (CHN * 18. April 2005)
- Lin Yun-Ju (TPE * 17. August 2001)
- Dieter Lippelt (GER, * 7. April 1938)
- Barbara Lippens (BEL/ESP, * 1964)
- Rudolf Lippert (GDR, * 22. Juni 1935)
- Liu Dingshuo (CHN, * 27. Mai 1998)
- Liu Fei (CHN, * 18. Januar 1994)
- Liu Fuk Man (HKG, * 11. Oktober 1952)
- Liu Gaoyang (CHN, * 13. Juni 1996)
- Liu Guoliang (CHN, * 10. Januar 1976)
- Liu Guozheng (CHN, * 7. März 1980)
- Liu Hsing-Yin (TPE, * 9. Oktober 1987)
- Liu Shiwen (CHN, * 12. April 1991)
- Liu Weishan (CHN, * 4. Oktober 1999)
- Liu Song (ARG, * 12. Mai 1972)
- Liu Wei (CHN, * 27. November 1969)
- Liu Xi (CHN, * 17. April 1995)
- Liu Yi (CHN, * 8. November 1992)
- Liu Yuan (CHN/AUT, * 7. September 1985)
- Alexei Liwenzow (RUS, * 2. November 1981)
- Mónica Liyau (PER, * 18. August 1967)
- Lo Chuen Tsung (HKG, * 8. Oktober 1963)
- Bianca Loch → Bianca Bauer
- Yolande Logelin (FRA, * 11. Juni 1923; † September 2016)
- Ilse Lohmann (GER)
- Kinga Lohr (ROM/GER, * 11. September 1969)
- Herma Löhr (AUT)
- Lisa Lomas (ENG, * 9. März 1967)
- Francisco López (VEN, * 19. September 1962)
- Bernd Lorenz (GER, * um 1944)
- María Lorenzotti (URU, * 13. Juli 1996)
- Ute Losert → Ute Mittelstädt
- Henriette Lotaller (HUN, * 1954)
- Petra Lovas (HUN, * 4. Juli 1980)
- Hans Löwy (AUT, * 17. Mai 1907; † 4. August 1993)
- Lu Lin (CHN, * 6. April 1969)
- Lu Yuansheng (CHN, * 1954)
- Melody Ludi (ENG, * um 1958)
- Werner Lüderitz (GER/GDR, * 8. August 1929; † 19. Oktober 2024)
- Sárolta Lukacs → Sárolta Máthé
- Halka Lukaschek (GDR, * 1. August 1963)
- Anolyn Lulu (Vanuatu, * 3. Januar 1979)
- Jens Lundqvist (SWE, * 29. August 1979)
- Annika Lundström (FIN, * 16. Januar 2000)
- Lisa Lung (BEL, * 29. Juni 1999)
- Maria Lunescu → Maria Alboiu
- Ilija Lupulesku (JUG, * 30. Oktober 1967)
- Jasna Lupulesku → Jasna Fazlić
- Aleksandr Lusin (EST, * 14. August 1997)
- Charlotte Lutz (FRA, * 17. Mai 2005)
- Wolfgang Lux (GER, * Juli 1943)
- Marta Lužová → Marta Hejma

### M
- Ma Lin (CHN, * 19. Februar 1980)
- Ma Lin (CHN, * 15. Dezember 1989)
- Ma Long (CHN, * 20. Oktober 1988)
- Ma Te (CHN, * 10. Januar 1994)
- Ma Wenge (CHN, * 27. März 1968)
- Liana Macean → Liana Mihut
- Carlos Machado (ESP, * 18. Juni 1980)
- Asuka Machi (JPN, * 20. Mai 1994)
- Doris Mader (AUT, * 3. Februar 1976)
- Nikita Madjaroglou (GER/GRE, * um 1912; † 13. April 1950)
- Marcos Madrid (MEX, * 6. September 1986)
- Judit Magos (HUN, * 19. Februar 1951; † 18. Oktober 2018)
- Mai Van Hoa (VIE, * 1. Juni 1927; † 14. Mai 1971)
- Elisabeth Maier (AUT, * 1967)
- Hertha Maier (GER, * 13. April 1922; † 2. Oktober 1967)
- Klaus Maier (GER, * 25. Januar 1938; † 15. Januar 2017)
- Werner Maissenbacher (GER, * 7. Mai 1944)
- Aya Majdi (QA, 1. August 1994)
- Mak Tze Wing (HKG, * 31. Juli 1998)
- Leonid Makarov (RUS, * 1913; † 16. Oktober 1990)
- Antonín Maleček (TCH, * 1909; † 14. September 1964)
- Willi Mallon (GER, * 1926; † 26. Dezember 1995)
- Ivana Malobabić (CRO, * 4. Juli 1980)
- Renata Manaková → Renata Kasalová
- Andrea Mann (GER, * 19. Januar 1965)
- Annemie Mann (GER)
- Hannelore Männer (GER, * um 1942)
- Chantal Mantz (GER, * 26. Juni 1996)
- Tonny Maringgi (IDN, * 10. Juni 1959; † 15. September 2019)
- Max Marinko (YUG/CS/CAN, * 16. September 1916; † 20. August 1975)
- Mario Mariotti (SUI, * 18. September 1940; † 3. April 2019)
- Vojislav Marković (YUG, * 1940; † 20. August 2005)
- Olivier Marmurek (FRA, * 12. Dezember 1969)
- Katarzyna Marszał (POL, * 18. Juni 1985)
- Christian Martin (FRA, * 1955)
- Natalija Dmitrijewna Martjaschewa (RUS, * 6. Januar 1988 † 8. Juni 2011)
- Herbert Marx (GER, * Ende Januar 1932)
- Marie Masáková → Marie Šmídová
- Nicky Mason (ENG, * um 1965)
- Adel Massaad (EGY, * 24. Juni 1964)
- Hana Matelová (CSR, * 8. Juni 1990)
- Sárolta Máthé (HUN)
- Karenza Mathews (ENG, * September 1950)
- Christiane Mathieu-Watel → Christiane Watel
- Nada Matić (SRB, * 10. Juni 1984)
- Hedwig Matrinsky → Hedwig Wunsch
- Kenji Matsudaira (JPN, * 6. April 1989)
- Kenta Matsudaira (JPN, * 11. April 1991)
- Cazuo Matsumoto (BRA, * 2. August 1985)
- Matsushima Sora (JAP, * 29. April 2007)
- Kōji Matsushita (JPN, * 28. August 1967)
- Kimiyo Matsuzaki (JPN, * 18. Juni 1938)
- Adrien Mattenet (FRA, * 15. Oktober 1987)
- Claus Mattern (GER, * 27. März 1961)
- Annemarie Matthäß → Annemarie Hähnsch
- Carsten Matthias (GER, * 11. Mai 1963)
- Günter Matthias (GDR, * 23. März 1934;  † Juni 2015)
- Uschi Matthias → Ursel Fiedler
- Laura Matzke (GER, * 30. Oktober 1988)
- Dieter Mauritz (GER, * 21. November 1918; † 3. April 1988)
- Annette Mausolf (GER, * 4. Mai 1963)
- Herbert Mayer (GER, * um 1938)
- Michael Maze (DEN, * 1. September 1981)
- Andrei Masunow (RUS, * 31. März 1967)
- Dmitri Masunow (RUS, * 12. Mai 1971)
- James McClure (USA, * 28. September 1916; † 12. Februar 2005)
- Peggy McLean (USA, * um 1926; † 2013)
- Zoltán Mechlovits (HUN, * 1891; † 25. März 1951)
- Mária Mednyánszky (HUN, * 7. April 1901; † 22. Dezember 1979)
- Kamlesh Mehta (IND, * 1. Mai 1960)
- Cedric Meissner (GER, * 13. Juli 2000)
- Galina Melnik (RUS, * 27. April 1970)
- Paul Mendel (GER, * 1890; † 24. Februar 1976)
- Enio Mendes (POR, * 9. Januar 1985)
- Fan Bo Meng (GER, * 16. Oktober 2000)
- Gençay Menge (TUR, * 18. April 1989)
- Steffen Mengel (GER, * 2. August 1988)
- Jean Mercier (FRA, * 1913; † 1997)
- Bryan Merrett (ENG, * 1. November 1934; † 1. August 2001)
- Ken Merrett (ENG, * um 1925; † 7. September 1986)
- Bela Mesaroš (SRB, * 6. April 1952; † 6. April 2022)
- Götz Meschede (GER)
- Dina Meshref (EGY, * 10. März 1994)
- Nihal Meshref (EGY, * 24. Dezember 1970)
- Stéphane Messi (FRA, * 27. November 1972)
- Dagmar Mestchen (GDR, * 2. November 1963)
- Erika Metzger (GER)
- Marcel Meyer de Stadelhofen (SUI, * um 1914; † unbekannt)
- Katrin Meyerhöfer (GER, * 8. Juli 1979)
- Miao Miao (AUS, * 14. Januar 1981)
- Polina Jurjewna Michailowa (RUS, * 31. August 1986)
- Katharina Michajlova (GER, * 27. Januar 1989)
- Hans Micheiloff (GER, * 2. Juni 1936; † 1993)
- Dieter Michalek (GER, * 23. Juni 1937)
- Ossi Michel (GER, * 13. Juli 1927; † 2. Januar 2016)
- Wilfried Micke (GER, * 18. November 1943; † 13. Oktober 2018)
- Oda Mielenhausen (GER, * 2. Oktober 1938; † 18. Juni 2010)
- Eleonora Mihalca → Eleonora Vlaicov
- Liana Mihut (ROM, * 1958)
- Kinga Miklos → Kinga Lohr
- Vladimír Miko (TCH, * 22. März 1943; † 30. Dezember 2017)
- Irena Mikócziová (TCH, * 19. Januar 1945)
- Sandra Mikolaschek (GER,  * 18. Juni 1997)
- Marie Miková → Marie Šmídová
- Tomas Mikutis (LTU, * 18. Januar 1993)
- Dick Miles (USA, * 12. Juni 1925; † 12. Oktober 2010)
- Joyce Miller → Joyce Roberts
- Thierry Miller (SUI, * 13. Oktober 1966)
- Jill Mills → Jill Rook
- Karoline Mischek (AUT, * 22. Mai 1998)
- Inge Mittelbach (GER)
- Nina Mittelham (GER, * 23. November 1996)
- Ute Mittelstädt (GDR, * 1940)
- Yoshihito Miyazaki (JAP, * 8. April 1959)
- Jun Mizutani (JAP, * 9. Juni 1989)
- Miyu Maeda (JPN, * 18. Juni 1996)
- Luka Mladenovic (LUX, * 26. Dezember 1998)
- Norbert Mnich (POL, * 18. April 1966; † 30. September 2016)
- Nicola Mohler (SUI, * 4. Juni 1987)
- Mok Ka Sha (HKG, * 23. Oktober 1962)
- Piotr Molenda (POL, * 3. März 1962)
- Magnus Molin (SWE, * 21. August 1979)
- Giuseppe Molina (ITA, * 1931; † 3. November 2014)
- Cornelia Molnar (CRO, * 26. November 1983)
- Didier Mommessin (FRA, * 26. August 1967)
- Fiona Mommessin → Fiona Elliot
- Reba Monness (USA, * 3. Februar 1911; † 10. Mai 1980)
- Martin Monrad (DEN, * 19. Dezember 1977)
- Daniela Moskovits (SWE, * 18. Juni 1993)
- Ivor Goldsmid Montagu (GBR, * 23. April 1904; † 5. November 1984)
- João Monteiro (BRA, * 29. August 1983)
- Thiago Monteiro (BRA, * 15. Juni 1981)
- Carole Moore → Carole Knight
- Truls Möregårdh (SWE, * 16. Februar 2002)
- Rachel Moret (SUI, * 23. November 1989)
- Sachiko Morisawa (JAP, * 12. Februar 1944)
- Masataka Morizono (JPN, * 5. April 1995)
- Misaki Morizono (JAP, * 16. April 1992)
- Lorena Morsch (GER, * August 2008)
- Helmut Mörth (AUT)
- Lívia Mossóczy (HUN, * 9. Mai 1936; † 18. August 2017)
- Mu Zi (CHN, * 9. Januar 1989)
- Mona Mück → Mona Rüster
- Kathrin Mühlbach (GER, * 30. Januar 1992)
- Andreas Mühlfeld (GDR, * 8. Juli 1961)
- Dennis Müller (GER, * 11. Oktober 1989)
- Gudrun Müller (GER, * um 1940)
- Heidi Müller (GER, * um 1946)
- Mona Müller-Rüster → Mona Rüster
- Reto Müller (SUI, * 29. März 1974)
- Erwin Münchow (GER, * 2. Februar 1916; † 1970)
- Sylvi Munkberg (FIN, * 9. Februar 1928; † 10. Juli 2013)
- Gerda Münster (GER)
- Teruo Murakami (JPN, * 1938; † 17. Dezember 2013)
- Yūto Muramatsu (JPN, * 14. Oktober 1996)
- Atanda Musa (NGR, * 3. Februar 1960)
- Inge Müser → Inge Harst
- Ri Myong-sun (PRK, * 26. Januar 1992)

### N
- Na In-Sook → Insook Bhushan
- Na Liu (GB, * 7. Februar 1983)
- Miyu Nagasaki (JAP, * 15. Juni 2002)
- Krisztina Nagy (HUN, * 1969)
- Nam Ki-won (KOR, * 26. Mai 1966)
- Taeko Namba (JPN, * um 1936)
- Prashant N. Nanda (IND)
- Shizuka Narahara (JPN, * 1928)
- Gool Nasikwala (IND)
- Inge Natterer (GER)
- Helga Naumann (GER)
- Alex Naumi (FIN, * 27. April 2001)
- Denis Neale (ENG, * 9. Dezember 1944)
- Iulia Necula (ROM, * 26. April 1986)
- Laura Negrisoli (ITA, * 7. September 1974)
- Radu Negulescu (ROM, * 22. März 1941)
- Vitaly Nekhvedovich (BLR, * 31. Mai 1975)
- Olga Nemes (GER, * 9. Juni 1968)
- Károly Németh (HUN, 31. August 1970)
- Martin Ness (GER, * 18. Februar 1942; † 12. Oktober 1987)
- Herbert Neubauer (GER/SUI, * 2. September 1943)
- Leah Neuberger (USA, * 17. Dezember 1915; † 25. Januar 1993)
- Etta Neumann (AUT, * 5. Juni 1910; † 13. August 1990)
- Josephina Neumann (GER, * 7. Januar 2010)
- Lotte Neumann (AUT)
- Cornelia Neumann-Reckziegel → Cornelia Reckziegel
- Monika Neumann (GER, * August 1976)
- Joe Ng (CAN, * 15. November 1963)
- Ng Wing Nam (HKG, * 9. August 1992)
- Ng Pak Nam (HKG, * 8. August 1998)
- Ni Xialian (CHN/LUX, * 4. Juli 1963)
- Heinz Nickelsburg (GER, * 27. Oktober 1912; † 17. März 2001)
- Georg Nicklas (GER, * um 1950)
- Ivik Nielsen (GRL, * 15. Januar 1998)
- Heinz Niemeyer (* um 1937)
- Sandra Nienhaus (GER, * 19. April 1973)
- Manfred Nieswand (GER, * 31. Juli 1955)
- Holger Nikelis (GER, * 15. Januar 1978)
- Bedřich Nikodém (CZE, * 12. August 1909; † 19. Juli 1970)
- Hille Nilsson (SVE, * 12. Juli 1905; † 24. November 1961)
- Peter Nilsson (SVE, * 8. November 1973)
- Heinz Nink (GER, * 11. März 1931)
- Tomie Nishimura (JPN, * ca. 1933)
- Anita Nitschmann (AUT, * 20. Juni 1900; † 11. Dezember 1974)
- Heinrich Nitschmann (AUT, * 29. August 1899; † 14. Juli 1965)
- Niu Jianfeng (CHN, * 3. April 1981)
- Alexandra Nolte (GER, * 24. November 1968)
- Hans-Joachim Nolten (GER, * 8. Juni 1959)
- Katja Nolten (GER, * 16. Februar 1970)
- Emily Noor (NED, * 5. März 1971)
- Afshin Noroozi (IRI, * 22. April 1985)
- Kazeem Nosiru (NGR, * 25. November 1974)
- Jana Sergejewna Noskowa (RUS, * 2. Februar 1994)
- Carla Nouwen (NED, * 29. November 1986)
- Marcos Núñez (CHI, * 7. Januar 1961)
- Jitka Nyklová → Jitka Karlíková
- Marina Nylhof → Marina Lange

### O
- Miikka O’Connor (FIN, * 21. April 1996)
- Sean O’Neill (USA, * 31. Juli 1967)
- Daniela Oberholzer (SUI, * um 1972)
- Eva Ódorová (SVK, * 22. November 1979)
- Gabriele Oerlicke → Gabriele Kalka
- Patricia Offel  (GHA, * 19. Dezember 1971)
- Hans-Jörg Offergeld (GER, * 5. Mai 1942)
- Ichiro Ogimura (JPN, * 25. Juni 1932; † 5. Dezember 1994)
- Thomas Ogunrinde (NGR, * 4. November 1960)
- Oh Sang-eun (KOR, * 13. April 1977)
- Oh Ki → Wang Hui
- Tomi Ōkawa (JPN, * 26. Februar 1933)
- Jannika Oksanen (FIN, * 18. Juni 1993)
- Benedek Oláh (FIN, * 29. März 1991)
- Zsuzsa Oláh (HUN, * 29. März 1960)
- Anke Olschewski (GER, * 7. März 1962)
- Alfonso Olave (CHI, * 1995)
- Titus Omotara (NGR, * 8. April 1958)
- Olajide Omotayo (NGR, * 6. Juli 1995)
- Bert Onnes (NED, * 31. Juli 1938; † 10. November 2018)
- Seiji Ono (JPN, * 18. Juni 1956)
- Satsuki Odo (JPN, * 16. Mai 2004)
- Ewout Oostwouder (NED, * 4. November 1993)
- Karen Opdencamp (BEL, * 5. August 1981)
- Gabriele Orgis → Gabriele Geißler
- Milan Orlowski (TCH, * 7. September 1952)
- Kilian Ort (GER, * 27. April 1996)
- Margaret Osborne (ENG)
- Yūya Ōshima (JPN, * 5. März 1994)
- Funke Oshonaike (NGR, * 28. Oktober 1975)
- Glenn Östh (SWE, * 8. April 1956)
- Ursula Oswald-Ziegler (GER, * 1. Januar 1957)
- Ulai Otobed (PW, * 31. Dezember 1941)
- Kuburat Owolabi (NGR, * 21. Januar 1967)
- Abdullah Öztürk (TUR, * 1. Oktober 1989)
- Stéphane Ouaiche (FRA, * 18. September 1993)
- Dimitrij Ovtcharov (GER, * 2. September 1988)
- Yukie Ōzeki (JPN)

### P
- Louis Pagliaro (USA, * 5. Mai 1919; † 8. Juli 2009)
- Orawan Paranang (THA, * 7. September 1997)
- Prithika Pavade (FRA, * 2. August 2004)
- Michail Paikow (RUS, * 31. Juli 1989)
- Signe Paisjärv (EST, * 31. Mai 1940; † 10. Juni 2016)
- Pak Sin-hyok (PRK, * 25. Oktober 1993)
- Pak Yong-ok (PRK, * um 1956)
- Pak Yung-sun (PRK, * August 1956; † Juli 1987)
- Eržebet Palatinuš (YUG, * 23. März 1959)
- Irina Palina (RUS, * 15. Januar 1970)
- Lilli Palmer (GER, * 24. Mai 1914; † 27. Januar 1986)
- Dietmar Palmi (AUT, * 9. September 1964)
- Farkas Paneth (ROM, * 17. März oder 23. März 1917; † 23. Juni 2009)
- Jindřich Panský (TCH, * 29. Juli 1960)
- Sandra Paović (CRO, * 15. April 1983)
- Konstantinos Papageorgiou (GRE, * 26. März 1979)
- Christiane Pape (GER, * 12. Dezember 1960)
- József Papp (HUN)
- Park Hae-jung (KOR, * 29. Juli 1972)
- Park Lee-hee (KOR, * 1957)
- Park Mi-young (KOR, * 17. November 1981)
- Park Young-sook (KOR, * 18. Dezember 1988)
- Jill Parker → Jill Hammersley
- Joanna Parker (GBR, * 10. Juni 1987)
- Natalia Partyka (POL, * 27. Juli 1989)
- Rūta Paškauskienė (LTU, * 29. März 1977)
- Judith Patouliou → Judith Stumper
- Ádám Pattantyús (HUN, * 10. Oktober 1978)
- Violet Patterson (ENG, * um 1928)
- Weranika Paulowitsch (BLR, * 8. Mai 1978)
- Wiktoryja Paulowitsch (BLR, * 8. Mai 1978)
- Ulla Paulsen (GER, * 17. Juni 1935)
- Veronika Pavlovich → Weranika Paulowitsch
- Viktoria Pavlovich → Wiktoryja Paulowitsch
- Mirko Pawlowski (GER, * 24. Oktober 1973)
- Dániel Pécsi (HUN, * 1895)
- Claus Pedersen (DEN, 4. November 1948)
- Karolina Pęk (POL, * 8. Februar 1998)
- Kateřina Pěnkavová (TCH, * 3. April 1987)
- Pascoela dos Santos Pereira (Osttimor, * 11. Februar 1981)
- Szandra Pergel (HUN, * 24. Dezember 1988)
- Borislava Perić (SRB, * 16. Juni 1972)
- Gordana Perkučin (YUG, * 7. Mai 1962)
- Fred Perry (GBR, * 18. Mai 1909; † 2. Februar 1995)
- Bo Persson (SWE, * 1. Januar 1948)
- Jon Persson (SWE, * 23. Oktober 1986)
- Jörgen Persson (SWE, * 22. April 1966)
- Nicola Perry → Nicola Deaton
- Marharyta Pessozka (UKR, * 9. August 1991)
- Sandra Peter (GER, * 6. September 1972)
- Wolfgang Peters (GER, * um 1931)
- Valeria Petrova (EST, * 22. Februar 1996)
- Richard Peycke (GER, * 29. September 1935)
- Pauline Piddock (ENG, * 1949; † Juli 2007)
- Peter von Pierer (GER, * 17. März 1930; † 10. Februar 2019)
- Rudi Piffl (GER, * 1. Juni 1924; † 26. Mai 2013)
- László Pigniczki (HUN, * 9. August 1937)
- Munio Pillinger (AUT)
- Berti Pingel → Berti Capellmann
- Horatio Pintea (CAN, * 11. November 1962)
- Ľubomír Pištej (SVK, * 6. März 1984)
- Liam Pitchford (ENG, * 12. Juli 1993)
- Georgita Pitica (ROM, * 1930; † 13. Oktober 2018)
- Josef Plachy (CZE, * 1. April 1971)
- Sylvie Plaisant (FRA, * 29. Juni 1972)
- Pawel Platonau (BLR, * 28. September 1983)
- Dominique Plattner (AUT, * 10. Oktober 1990)
- Halka Plaul → Halka Lukaschek
- Cristian Pletea (ROU, * 28. Mai 2000)
- Lothar Pleuse (GDR, * 4. Juni 1936)
- Michael Plum (GER, * 2. Oktober 1960)
- Andras Podpinka (BEL, * 16. April 1968)
- Rita Pogossowa (SUN, * 6. Dezember 1948)
- Gisela Pohle (GER, 1964)
- Renate Pohoralek → Renate Wyder
- Vlasta Pokorná-Depetrisová (CSR, * 20. Dezember 1920; † 23. Oktober 2003)
- Viliam Polakovič (TCH, * 19. Oktober 1943)
- Sofia Polcanova (AUT, * 3. September 1994)
- Zuzana Poliačková (SVK, * 10. November 1975)
- Borivoje Popovic (YUG, * 1925; † 2016)
- Valentina Popovová (Walentina Popowa, SVK/EUN/URS, * 21. November 1960)
- Elizabeth Popper (VEN, * 30. August 1962)
- Bernd Pornack (GDR, * 17. April 1944)
- Georgina Póta (HUN, * 13. Januar 1985)
- Gertrud Potocnik (GER, * 1955)
- David Powell (AUS, * 8. April 1991)
- Peter-Paul Pradeeban (LKA, * 17. Mai 1977)
- Christiane Praedel (GER, * 31. Oktober 1971)
- Wolfgang Prandke (GER, * 16. März 1943; † 29. September 2013)
- Sylvia Pranjkovic → Sylvia Specht
- Richard Prause (GER, * 9. März 1968)
- Carl Prean (GBR, * 20. August 1967)
- Sieglinde Prell (GER, * 18. Februar 1953)
- Daniel Prenn (GER, * 7. September 1904; † 3. September 1991)
- Andreas Preuß (GER, * 30. März 1962)
- Zoran Primorac (CRO, * 10. Mai 1969)
- Trude Pritzi (AUT, * 15. Januar 1920; † 21. Oktober 1968)
- Alexandra Privalova (BLR, * 29. Oktober 1987)
- Julija Prochorowa (RUS, * 15. Juli 1987)
- Dmitrij Prokopcov (CZE, * 5. Januar 1980)
- Sally Prouty → Sally Green
- Jolanta Prūsienė (LIT, * 30. November 1965)
- Jewhen Pryschtschepa (UKR, * 31. Juli 1985)
- Tomislav Pucar (CRO, * 26. Januar 1996)
- Vincent Purkart (FRA, * 25. Juni 1936; † 11. November 2015)
- Barbara Puschmann (GER, * 16. Juli 1966)
- Uschi von Puttkamer → Uschi Janke

### Q
- Qi Baohua → Chai Po Wa
- Qi Baoxiang (CHN, * um 1961)
- Qian Tianyi (CHN, * 23. Januar 2000)
- Qianli Qian (AUT, * 7. Februar 1965)
- Qiao Hong (CHN, * 21. November 1968)
- Qiao Yunli → Yunli Schreiner
- Qiao Yunping (CHN, * 13. September 1968)
- Qin Zhijian (CHN, * 5. Oktober 1976)
- Dang Qiu (GER, * 29. Oktober 1996)
- Qiu Jianxin (CHN/GER, * 26. Dezember 1965)
- Qiu Yike (CHN, * 18. Januar 1985)
- Qiu Zhonghui (CHN, * 1935)
- Emmanuel Aryee Quaye (GHA, * 2. Juli 1938)

### R
- Tobias Rasmussen (DEN, * 26. November 1996)
- Heinz Raack (GER, * 30. November 1916; † 1. November 2003)
- Birgitta Radberg (SVE)
- Werner Rademacher (GDR)
- Ruth Radtke → Ruth Budde
- Hertha Raffalt → Hertha Maier
- T. D. Ranga Ramanujan (IND, * 27. Mai 1921; † 14. Oktober 2013)
- Niels Ramberg (DEN, * 1. Juli 1946)
- Sara Ramírez (ESP, * 4. September 1987)
- Fabiola Ramos (VEN, * 15. September 1977)
- Alberine Rangelova (BUL)
- Anneliese Ratius (GER)
- Rolf Rätsch (GER, * 1. August 1935; † 1. Februar 1995)
- Ottilie Ratschker → Ottilie Graszl
- Bernd Raue (GDR/GER, * 8. Dezember 1948)
- Ronald Raue (GDR/GER, * 8. Juli 1944; † 3. Mai 2023)
- Jürgen Rebel (GER, * 17. Juli 1963)
- Cornelia Reckziegel (GER; * 13. Januar 1969)
- Cornelia Reckziegel-Ritter → Cornelia Reckziegel
- Lesley Radford → Lesley Bell
- Geoffrey Reed (JEY, * 7. Juli 1925; † 3. Mai 2015)
- Jasna Reed → Jasna Fazlić
- Peggy Regenwetter (LUX, * 16. Februar 1971)
- Hans-Jürgen Rehder (GER, * 20. Juni 1952)
- Conny Reichert → Conny Sauermann
- Hana Reidlová (TCH)
- Heinz Reimann (GDR, * 2. November 1934)
- Rüdiger Reinecke (GER, * um 1939)
- Ursula Reinecke → Ursula Isler
- Artūrs Reinholds (LAT, * 9. Januar 1988)
- Marty Reisman (USA, * 1. Februar 1930; † 7. Dezember 2012)
- Helly Reitzer (AUT)
- Stefan Renold (SUI, * 10. Januar 1966)
- Patrick Renversé (FRA, * 1. November 1959)
- Heinz Reschke (GDR, * 3. November 1922; † 17. August 1990)
- Mirjana Resler (YUG)
- Adalbert Rethi (ROM, * 6. Mai 1943; † 14. Oktober 2008)
- Jürgen Reuland (GER, * 26. November 1945)
- Céline Reust (SUI, * 9. April 1997)
- Ri Mi-gyong (PRK, * 30. September 1990)
- Ri Chol-guk (PRK, * 25. Dezember 1985)
- Ri Jong-sik (PRK, 14. Februar 2000)
- Ri Song-suk (PRK, * 20. Jahrhundert)
- Elke Richter (GDR, * 4. April 1944)
- Erika Richter (GER, * 14. Mai 1913; † 30. November 2000)
- Gerd Richter (GER, * 29. Dezember 1974)
- Hans-Jürgen Ries (GDR, * 26. Dezember 1943)
- Hae-Ja Kim de Rimasa (ARG, * 7. September 1949)
- Eva Ring → Eva Graf
- Anastasios Riniotis (GRE * 17. April 1983)
- Martine Rioual-Le Bras → Martine Le Bras
- Carine Risch (LUX, * 1960)
- Tanja Riß (GER, * 17. Mai 1976)
- Dieter Ristig (GER, * 21. August 1955)
- Inge Ristock (GDR, * 7. April 1934; † 6. September 2005)
- Alexandre Robinot (FRA, * 3. Oktober 1995)
- Quentin Robinot (FRA, * 7. Januar 1993)
- Cheryl Roberts (ZA, * 10. März 1962; † 7. Oktober 2022)
- Joyce Roberts (ENG)
- Laura Robertson → Laura Stumper
- Álvaro Robles (ESP, * 29. April 1991)
- Hans Rockmeier (GER, * 14. April 1934; † 9. Juli 1999)
- Liane Rödel (GDR, * 9. Juni 1935; † 31. Juli 2002)
- Berta Rodríguez (CHI, * 24. Juni 1971)
- Charles Roesch (FRA, * 23. Januar 1922; † 19. Dezember 2015)
- Kurt Roesmer (GER, * 20. Juli 1934)
- Gaby Rohr (GER, * 18. Januar 1985)
- Meike Rohr (GER, * 18. Januar 1985)
- Georges Roland (BEL, * 1922; † 26. Oktober 1991)
- Rong Guotuan (CHN, * 1937; † 1968)
- Jill Rook (ENG, * 1936)
- René Roothooft (FRA, * 1. August 1929; † 2. Januar 2024)
- Boris Rosenberg (UKR; * 9. Juli 1962)
- Fritz Rosinus (GER, * um 1915)
- Jörg Roßkopf (GER, * 22. Mai 1969)
- Thomas Roßkopf (GER, * 2. Dezember 1966)
- Christa Rösler → Christa Bannach
- Michael Rosonsky (GDR, * 4. Februar 1961)
- Holger Rostek (GER, * 1944)
- Ulla Rottmann (GER, * 7. Dezember 1967)
- Claude Rougagnou (FRA)
- Diane Rowe → Diane Schöler
- Rosalind Rowe (ENG, * 14. April 1933; † 15. Juni 2015)
- Niyati Roy-Shah (IND, * 30. September 1965)
- Angelica Rozeanu → Angelica Adelstein-Rozeanu
- Péter Rózsás (HUN, * 1943; † 4. Dezember 2024)
- Peter Rosenmeier (DEN, * 23. März 1984)
- Lady Ruano (COL, * 5. März 1981)
- Igor Rubzow (RUS, * 4. Mai 1980)
- Soja Nikolajewna Rudnowa (URS, * 19. August 1946; † 12. März 2014)
- Christa Rühl (GER, * um 1942; † 1. Juli 1997)
- Gavin Rumgay (SCO, * 27. August 1984)
- Karl-Heinz Russy (GER, * 26. Juni 1937; † 1. September 2024)
- Mona Rüster (GER, * 10. August 1901; † 13. Januar 1976)
- Ryu Ji-hae (KOR, * 10. Februar 1976)
- RYU Seung Min (KOR, * 5. August 1982)
- Sakamoto Ryūsuke (JPN, * 25. November 1984)

### S
- Thomas Sadecky (SUI)
- Alena Šafářová (CZE, * 17. April 1968)
- Jean-Patrick Sahajasein (MUS, * 19. Januar 1970)
- Mariana Sahakian (LBN, * 2. September 1977)
- Safa Saidani (TUN, * 26. Mai 1990)
- Luisa Säger (GER, * 10. August 1999)
- Farjad Saif (PAK, * 24. Juli 1966)
- Kiyoshi Saitō (JPN, * 30. September 1962)
- Rika Satō (JPN, * 12. November 1971)
- Masato Shiono (JPN, * 30. April 1986)
- Jean-Michel Saive (BEL, * 17. November 1969)
- Philippe Saive (BEL, * 2. Juli 1971)
- Suraju Saka (CGO, * 5. Mai 1976)
- Ahmed Ali Saleh (EGY, * 14. November 1979)
- Abdel-Kader Salifou (FRA, * 7. Dezember 1989)
- Elizabeta Samara (ROM, * 15. April 1989)
- Kohei Sambe (JPN, * 13. Juli 1997)
- Uladsimir Samsonau (BLR, * 17. April 1976)
- Edith Santifaller (ITA, * 18. Juli 1932; † 2019)
- Sarkis Sarchajan (SUN, * 26. November 1947; † 25. Januar 2021)
- Hiroji Satō (JPN, * 3. Februar 1925; † 4. Juni 2000)
- Hiroshi Shibutani (JPN, * 6. April 1967)
- Hitomi Satō (JPN, * 23. Dezember 1997)
- Conny Sauermann (GDR, * 17. August 1965)
- Suthasini Sawettabut (THA; * 9. Dezember 1994)
- Zaina Schaban (Jordanien, * 12. Mai 1988)
- Elke Schall → Elke Schall-Süß
- Alexandra Schankula → Alexandra Urban
- Friederike Scharfegger (AUT, * 25. August 1935; † 6. Dezember 1996)
- Brigitte Scharmacher (GER, * 20. November 1951)
- Werner Scheffler (GER, * 21. Oktober 1921; † 16. November 2013)
- Helga Scheithe (GER, * 12. November 1941; † 21. Januar 2025)
- Alexandra Scheld (GER, * 25. Oktober 1981)
- Beatrice Schempp → Beatrice Witte
- Karla Schenk → Karla Schulz
- Mike Scheweleit (GDR, * 27. Januar 1965)
- Waleri Schewtschenko (SUN)
- Alexander Igorewitsch Schibajew (RUS, * 9. September 1990)
- Sol Schiff (USA, * 28. Juni 1917; † 26. Februar 2012)
- Albert Schimmel (GER)
- Dirk Schimmelpfennig (GER, * 19. April 1962)
- Dieter Schindler (GDR, * 7. März 1941; † 10. September 2019)
- Hans-Werner Schippers (GER, * 13. September 1929; † 20. April 2012)
- Beate Schippmann (GER, * 28. Dezember 1959)
- Hannelore Schlaf (GER, * 27. Dezember 1930; † 28. März 1985)
- Jupp Schlaf (GER, * 23. November 1919; † 26. Februar 1989)
- Werner Schlager (AUT, * 28. September 1972)
- Lotar Schleener (GDR, * 20. Juni 1927;  † 20. August 2014)
- Gerda Schlerth (* um 1924; † November 1972)
- Jörg Schlichter (GER, * 22. Dezember 1983)
- Markus Schlichter (GER, * 19. März 1988)
- Heinz Schlüter (AUT, * 2. Oktober 1948)
- Elia Schmid (SUI, * 22. Mai 1996)
- Thomas Schmidberger (GER, * 23. Oktober 1991)
- Dietmar Schmidt (GER, * um 1939)
- Edith Schmidt (GER)
- Peter Schmidt (GDR)
- Petra Schmidt → Petra Stephan
- Rainer Schmidt (GER, * 18. Februar 1965)
- Wolfgang Schmidt (GDR)
- Klaus Schmittinger (GER, * 16. August 1950)
- Roswitha Schmitz (GER, * 28. Dezember 1957)
- Erika Schmollinger (GER, * 25. Juni 1941)
- Jaroslaw Schmudenko (UKR, * 24. September 1988)
- Ella Schneider  → Ella Lauer
- Hannelore Schneider → Hannelore Männer
- Heinz Schneider (GER, * 12. Oktober 1932; † 20. August 2007)
- Katharina Schneider (GER, * 14. August 1985)
- Diane Schöler (GER, * 14. April 1933; † 19. Juni 2023)
- Eberhard Schöler (GER, * 22. Dezember 1940)
- Ursula Schöler (GER, * um 1952)
- Wolfgang Scholer (GER, * 27. Januar 1959)
- Karl-Heinz Scholl (GER, * 5. April 1944; † 1. März 1999)
- Claus Scholz (GER, * 17. September 1948)
- Hans Schommer (GER)
- Bert Schoofs (NED, * 18. Oktober 1945; † 19. Oktober 1993)
- Frans Schoofs (NED, * 22. März 1939; † 16. April 2004)
- Almuth Schoon → Almuth Stöhr
- Jie Schöpp (GER, * 25. Januar 1968)
- Anke Schreiber → Anke Olschewski
- Franziska Schreiner (GER, * 22. Dezember 2001)
- Ralf Schreiner (GER, * 7. Januar 1969)
- Yunli Schreiner (GER, * 20. Februar 1965)
- Thomas Schröder (GER, * 28. Dezember 1977)
- Jauhen Schtschazinin (URS/EUN/BLR, * 1. Februar 1970)
- Ferdinand Schuech (AUT, * 16. April 1919; † 20. Mai 1992)
- Jutta Schultz  → Jutta Fischer
- Annemarie Schulz (GER)
- Karla Schulz (GER, * 1932; † 15. Februar 2018)
- Rudolf Schwager (GER)
- Vendula Schwarzová (TCH, * 21. September 1939; † 12. Mai 2011)
- Hanne Schweinsmann → Hanne Witt
- Tommy Sears (ENG, * 1911; † 6. Dezember 1975)
- Jacques Secrétin (FRA, * 18. März 1949; † 25. November 2020)
- Josef Sedelmayer (AUT, * 14. November 1933; † 29. Oktober 2016)
- Karl Sediwy (AUT, * um 1916)
- Monika Sedlmair (GER, * 25. August 1960)
- Reinhard Sefried (GER, * 2. Juli 1955)
- Rosemarie Seidel (GER, * 25. April 1940; † 21. Februar 1998)
- Rosemarie Seidler (GER, * 5. Juli 1960)
- Kurt Seifert (GER, * 31. Juli 1919; † 13. Oktober 2001)
- Iseki Seiko → Wei Qingguang
- Josef Seiz (GER, * 26. April 1934; † 10. November 2010)
- Hannes Seyer (AUT, * 7. November 1967)
- Masako Seki (JAP, * um 1943; † 18. September 2019)
- Karen Senior (IRL, * 10. August 1956)
- Seo Hyun-deok (KOR, * 9. Mai 1991)
- Seok Ha-jung (KOR, * 11. Januar 1985)
- Seok Eun-mi → Suk Eun-mi
- Anja Serafin → Anja Spengler
- Neda Shahsavari (IRA, * 21. September 1986)
- Shan Xiaona (CHN/GER, * 18. Januar 1983)
- Shang Kun (CHN, * 21. November 1990)
- Shin Yu-bin (KOR, * 5. Juli 2004)
- Mary Shannon (ENG, * 12. Februar 1944)
- Shao Jieni (POR, * 25. Januar 1994)
- Adham Sharara (CAN, * 24. März 1953)
- Shen Jianping (CHN, * 1961)
- Shen Yanfei (ESP, * 24. Dezember 1979)
- Yevgeny Shchetinin → Jauhen Schtschazinin
- Evgueni Shetinin → Jauhen Schtschazinin
- Shi Jie → Jie Schöpp
- Shi Zhihao (CHN, * 26. September 1959)
- Sheng Dandan (CHN, * 25. Januar 1992)
- Saki Shibata (JPN, * 25. August 1997)
- Yoshua Shing (VUT, * 20. Juni 1993)
- Maki Shiomi (JPN, * 12. Mai 2000)
- Jill Shirley → Jill Hammersley
- Maxim Shmyrev (RUS, * 30. November 1971)
- Kelly Sibley (ENG, * 21. Mai 1988)
- Ferenc Sidó (HUN, * 18. April 1923; † 6. Februar 1998)
- Wladimir Wladimirowitsch Sidorenko (RUS, * 7. April 2002)
- Margrit Siebert (GER, * 27. August 1944)
- Detlef Siewert (GER, * 22. Januar 1944)
- Monika Sikora (GER, * 1. Januar 1958)
- Kristin Silbereisen (GER, * 14. März 1985)
- Blanka Šilhánová (CSK)
- Lígia Silva (BRA, * 6. März 1981)
- Yadira Silva (MEX, * 24. Dezember 1985)
- Agnes Simon (GER, * 21. Juni 1935; † 19. August 2020)
- Béla Simon (HUN, * 6. April 1920; † 20. August 1996)
- Karlheinz Simon (GER, * 15. Juli 1913; † 24. Februar 2007)
- Aubrey Simons (ENG, * 1921; † 14. Mai 2014)
- Anna Sipos (HUN, * 3. April 1908; † 1. Januar 1988)
- Gaby Sippel (GER, * 19. Januar 1965)
- Kirill Sergejewitsch Skatschkow (RUS, * 6. August 1987)
- Piotr Skierski (POL, * 30. Dezember 1971)
- Adolf Slar (TCH, * 14. Februar 1919; † 7. April 1987)
- Gabriele Smekal (AUT, * 19. Dezember 1952)
- Marie Šmídová (TCH, * 19. April 1907; † nach 1963)
- Alexei Smirnow (RUS, * 9. Oktober 1977)
- Karenza Smith → Karenza Mathews
- Karin Sökler (GER, * 9. April 1957)
- Amelie Solja (GER, * 29. September 1990)
- Petrissa Solja (GER, * 11. März 1994)
- Dagmar Solja-Andruszko (GER, * 24. August 1955)
- Klaus Solka (GER, * 4. Januar 1942)
- Igor Solopov (RUS/EST, * 17. April 1961; † 12. Juni 2019)
- Ilona Solyom → Ilona Kerekes
- Thelma Sommer → Thelma Thall
- Kakeru Sone (JAP, * 1. Dezember 2002)
- Song Ah Sim (HKG, * 17. August 1981)
- Kim Song-hui (PRK, * 25. November 1968)
- Frederic Sonnet (BEL, * 25. September 1971)
- Bernd Sonntag (GER, * 29. September 1963)
- Soo Yeon Lee (KOR, * 22. Mai 1984)
- Ferenc Soós (HUN, * 10. Juni 1919; † 5. Februar 1981)
- Roland Specht (GER, * 7. Juni 1968)
- Sylvia Specht (GER, * 15. November 1966)
- Anja Spengler (GER; * 24. März 1966)
- Mourad Sta (TUN, * 9. April 1967)
- Peter Stähle (GER, * 4. September 1946)
- Rosalia Stähr (GER, * 16. September 1990)
- Jaroslav Staněk (TCH, * 24. Februar 1940)
- Angela Stanke → Angela Fraunheim
- Medardas Stankevičius (LTU, * 23. Februar 2000)
- Ken Stanley (ENG, * 19. Februar 1922; † 1. März 2013)
- Alexandra Stapelmann → Alexandra Nolte
- Beat Staufer (SUI, * 2. August 1976)
- Nikoleta Stefanova (BUL/ITA, * 22. April 1984)
- Kinga Stefańska (POL, * 22. Januar 1980)
- Mihaela Steff (ROM, * 8. November 1978)
- Paul Steffenhagen (GER, * 23. September 1884)
- Annegret Steffien (GER, * um 1948)
- Anton Stefko (CSSR, * 30. August 1960)
- Bastian Steger (GER, * 19. März 1981)
- Elmar Stegmann (GER, * 30. September 1935)
- Nico Stehle (GER, * 12. Januar 1981)
- Wolfgang Stein (GDR, * 21. Oktober 1943)
- Wiltrud Steinbach (GER)
- Yvonne Steinbrecher (GER, * 20. Oktober 1971)
- Oskar Steinhaus (GER, * 22. Juni 1899; † 21. September 1975)
- Edith Steinke (GER, * 28. März 1939)
- Peter Stellwag (GER, * 16. September 1956)
- Milan Stencel (LUX, * 1940)
- Petra Stephan (GDR, * 17. Februar 1954)
- Abris Stermecki → Abris Lelbach
- Frank Sternal (GER, * 12. August 1976)
- Kasper Sternberg (DEN, * 26. Februar 1989)
- Aida Steşenko (TKM, * 11. August 1968)
- Erika Stettiner (GER, * 2. Januar 1907)
- Andrea Stich (GER, * 7. August 1969)
- Carla Stiebner (GDR)
- Antun Stipančić (YUG, * 18. Mai 1949; † 20. November 1991)
- Ladislav Štípek (CSR, * 10. Juni 1923; † 13. Februar 1998)
- Otmar Stock (GER, * 19. August 1935; † 11. August 2023)
- Dieter Stöckel (GDR, * 6. September 1945)
- Brigitta Stöckl → Brigitta Terbeznik
- Almuth Stöhr (GER, * 1949)
- Monika Stork (GER, * 22. März 1961)
- Niagol Stoyanov (ITA, * 31. Mai 1987)
- Carla Strauß (GER, * 28. Februar 1944; † 18. Februar 2016)
- Renáta Štrbíková (CZE, * 6. August 1979)
- Anatoli Strokatow (SUN, * 10. März 1955)
- Eva Strömvall (SWE)
- Nicole Struse (GER, * 31. Mai 1971)
- Eglė Stuckytė (LTU, * 22. Januar 1991)
- Mie Skov (DEN, * 24. Mai 1986)
- Waltraude Stummer (AUT)
- Judith Stumper (GER, * 14. August 1965)
- Kay Stumper (GER, * 15. Oktober 2002)
- Laura Stumper (GER, * 6. Juni 1984)
- Alena Suchanek → Alena Šafářová
- Suh Hyo-won (KOR, * 10. Mai 1987)
- Suh Sui Cho (HKG, * 1922; † 23. Februar 2008)
- Suk Eun-mi (KOR, * 25. Dezember 1976)
- Francis Sule (NGR, * 24. Dezember 1963)
- Sun Beibei (SIN, * 28. Januar 1984)
- Sun Jianwei (CHN, * 1966)
- Sun Jin (CHN, * 13. März 1980)
- Sun Mei-ying (CHN, * 1931; † 22. März 1993)
- Seo Su-yeon (KOR, * 8. Januar 1986)
- Sun Mingyang (CHN, * 3. Februar 1999)
- Sun Yingsha (CHN, * 4. November 2000)
- S.R.G. Suppiah (IND)
- Dragutin Šurbek (YUG, * 8. August 1946; † 15. Juli 2018)
- Sabina Šurjan, (SRB, * 10. April 2000)
- Christian Süß (GER, * 28. Juli 1985)
- Inge Süßmann (GER)
- Roland Süßmann (GER)
- Åsa Svensson (SWE, * 11. Februar 1971)
- Marie Svensson (SWE, * 9. August 1967)
- Robert Svensson (SWE, * 28. Dezember 1983)
- Matthew Syed (ENG, * 2. November 1970)
- Miklós Szabados (HUN, * 20. März 1912; † 12. Januar 1962)
- Gabriella Szabó (HUN, * 13. Dezember 1959)
- Piotr Szafranek (POL, * 27. Juli 1973)
- Sari Szasz (ROM, * 1922; † 19. Februar 2006)
- Bernadette Szőcs (ROM, * 5. März 1995)
- Kálmán Szepesi (HUN, * 13. Januar 1930; † 29. September 1992)
- Hunor Szőcs (ROM, * 24. März 1992)

### T
- Ute Taedke (GER)
- Hans Täger (GDR, * 28. Oktober 1934)
- Marija Wladimirowna Tailakowa (RUS, * 12. März 2001)
- János Takács (HUN, * 5. Dezember 1954)
- Bruna Takahashi (BRA, * 19. Juli 2000)
- Hiroshi Takahashi (JPN, * um 1942)
- Norio Takashima (JPN, * 1951)
- Kichii Tamasu (JPN, * um 1935; † 1956)
- Shunsuke Togami (JPN, * 24. August 2001)
- Wenling Tan Monfardini (ITA, * 28. Oktober 1972)
- Tan Paey Fern (SIN, * 15. Juli 1974)
- Tan Ruiwu (CRO, * 30. Juni 1983)
- Toshiaki Tanaka (JPN, * 24. Februar 1935; † 6. Februar 1998)
- Yoshiko Tanaka (JPN, * um 1932)
- Tang Na → Dang Ye-seo
- Tang Peng (CHN/HKG, * 4. Februar 1981)
- Tang Weiyi (CHN)
- Padasak Tanviriyavechakul (THA, * 17. Mai 1996)
- Melissa Tapper (AUS, * 1. März 1990)
- Tokio Tasaka (JPN, * 4. September 1947)
- Saki Tashiro (JPN * 17. Februar 1991)
- Trevor Taylor (ENG, * um 1952)
- Markus Teichert (GER, * 9. November 1970)
- Jutta Teller → Jutta Kruse
- Brigitte Tenfelde → Brigitte Scharmacher
- Teng Yi (CHN, * 1964)
- Kerri Tepper (AUS, * 4. März 1967)
- Janez Teran (YUG)
- Otto Tennilä (FIN, * 20. März 1993)
- Brigitta Terbeznik (GER, * 6. Februar 1936; † 10. Juli 2013)
- Václav Tereba (TCH, * 21. August 1918; † 22. Mai 1990)
- Rungroj Thainiyom (THA, * 16. Dezember 1986)
- Leah Thall → Leah Neuberger
- Thelma Thall (USA, * 3. Dezember 1924)
- Franz Thallinger (AUT, * 4. April 1945)
- Walter Than (GER, * 25. Dezember 1921; † 24. Oktober 2011)
- Horst Thein (GER, * 19. Dezember 1939)
- Bernhard Thiel (GDR/GER, * 30. September 1953)
- Brigitte Thiriet (FRA, * 11. August 1956)
- Annegret Thöle (GER, * 28. Dezember 1935)
- Andrea Thomas → Andrea Mann
- Vera Thomas → Vera Dace
- James Thompson (ENG, * 1889; † 1967)
- Kathleen Thompson → Kathleen Best
- Leo Thompson (ENG, * um 1908; † November 1987)
- Isolde Thormeyer (GER, * 5. September 1917; † 6. Mai 2010)
- Michael Thornhill (ENG, * 26. Januar 1931; † 2018)
- Ulf Thorsell (SWE, * 18. März 1956; † 8. Juni 2021)
- Robert Thum (AUT, * 25. September 1908; † September 1980)
- Matthäus Thurmaier (GER, * 1. April 1932)
- Anna Tichomirowa (RUS, * 4. Dezember 1984)
- Tie Yana (HKG, * 13. Mai 1979)
- Tian Minwei → Jeon Ji-hee
- Tian Yuan (CRO, * 12. Januar 1975)
- Jing Tian-Zörner (GER, * 9. Februar 1963)
- Laura Tiefenbrunner (GER, * 1. Dezember 2001)
- Klemens Tietmeyer (GER, * 9. August 1937; † 17. März 1993)
- Jelena Timina (RUS/NED, * 8. Mai 1969)
- Raissa Timofejewa (URS, * 24. Januar 1967; † 29. Dezember 2022)
- Viktor Tobiasch (TCH, * 1. August 1912)
- František Tokár (TCH, * 25. Mai 1925; † 29. Oktober 1993)
- Bojan Tokič (SLO, * 13. Januar 1981)
- Naoko Tokunaga → Naoko Fukazu
- Yoshio Tomita (JPN, * um 1933)
- Tong Ling (CHN, * 13. Juli 1962)
- Sandra Tönges → Sandra Nienhaus
- Elsa Toninger → Elsa Kieckhöfer
- Segun Toriola (NGR, * 18. September 1974)
- Krisztina Tóth (HUN, * 29. Mai 1974)
- Jutta Trapp (GER, * 18. April 1948)
- Waltraud Trapp (GER, * 22. Februar 1940)
- Gertrud Trauner → Gertrud Budweiser
- Willi Trautmann (GER, * 13. März 1924; † 21. Februar 1966)
- Laurens Tromer (NED, * 3. April 1995)
- Tomáš Tregler (CZE, * 1. November 1990)
- Dorthy Mary Trigg → Dorothy De Low
- Daria Trigolos (BLR, * 17. Juli 1999)
- Polina Trifonowa (BUL/UKR, * 24. Januar 1992)
- Karl Troll (AUT)
- Kirsten Trupkovic → Kirsten Krüger
- Margrit Trupkovic → Margrit Siebert
- Tse Ka Chun (HKG, * 27. März 1986)
- Daniel Tsiokas (ROM/GRE, * 19. Juni 1971)
- Gustavo Tsuboi (BRA, * 31. Mai 1985)
- Keisuke Tsunoda (JPN, * um 1933)
- Tu Dai Yong (SUI, * 17. Januar 1968)
- Tu Jong-sil (PRK, * 12. Oktober 1978)
- Tsui Hsiu-Li (TPE, * 21. Mai 1973)
- Tuấn Quỳnh Trần (VNM, * 9. Mai 1983)
- Finn Tugwell (DEN, * 18. März 1976)
- Eugen Tyroller (GER, * um 1915; † vor 1996)

### U
- Ubiraci Rodrignes Da Costa (BRA, 26. Juli 1945)
- Kyoko Uchiyama (JAP, * 16. November 1968)
- Yukiya Uda (JAP, * 6. August 2001)
- Alfredas Udra (LIT, * 14. Dezember 1993)
- Jin Ueda (JAP, * 10. Dezember 1991)
- Ilona Uhlíková (TCH, * 9. April 1954)
- Ilka Uhrlandt (GER, * 30. November 1970)
- Andrea Ullmann (GER, * 4. Februar 1964)
- Helmut Ulrich (GER, * 17. August 1913; † 16. April 1970)
- Manfred Ullrich (GDR, * 6. September 1949)
- Aya Umemura (JPN, * 4. Dezember 1976)
- Alexandra Urban (GER, * 15. September 1984)
- Edit Urbán (HUN, * 27. März 1961)
- Hugo Urchetti (SUI, * 10. Mai 1919; † 5. August 2004)
- Liana Urzica → Liana Mihut
- Maria Urszinyi (GER)
- Zdenko Uzorinac (YUG, * 7. Juli 1929; † 10. Juni 2005)

### V
- Iveta Vacenovská (TCH, * 22. März 1986)
- Alena Vachovcová (TCH, * 24. Januar 1974)
- Mohammad Vahabzadeh (IRI, * 1945; † 20. August 2017)
- Cornelia Vaida → Cornelia Molnar
- Vallot Vainula (EST, * 14. Mai 1978)
- Linda Van de Leur-Creemers  → Linda Creemers
- Rianne van Duin (NED, * 9. Juni 1994)
- Louis van Gelder (BEL, * 5. Februar 1921; † 21. Januar 2017)
- Bohumil Váňa (TCH, * 17. Januar 1920; † 4. November 1989)
- Vang Bora (TUR, * 9. April 1987)
- Yolande Vannoni → Yolande Logelin
- Eric Varin (FRA, * 9. Februar 1976)
- Wolfgang Vater (GDR, * 23. November 1949)
- Edvard Vecko (YUG, * 29. Oktober 1944)
- Kim Vermaas (NED, * 22. Januar 1996)
- Viktor Vetturelli (GER, * 18. September 1969)
- Andreas Vevera (AUT, * 24. September 1971)
- Wolfgang Viebig (GDR, * 26. Januar 1940;  † 28. April 2023)
- Hartmut Vierk (GDR, * 11. Februar 1959)
- Otto Vilsmaier (GER, * 27. Februar 1962)
- Bill Vint → Arthur Kingsley Vint (ENG, * 1906; † 7. Januar 1993)
- Kilomo Vitta (BEL, * 15. Mai 1988)
- Debora Vivarelli (ITA, * 28. Januar 1993)
- Eleonora Vlaicov (ROM, * 1945)
- Josip Vogrinc (YUG, * 1924 oder 1925; † 1988)
- Thomas Vogt (LIE, * 24. Februar 1976)
- Thomas von Scheele (SWE, * 13. März 1969)
- Vong Lu Veng (HGK, * 12. März 1950)
- Olga Vorobeva  → Olga Walerjewna Worobjowa
- Bernie Vossebein (GER, * 14. März 1925; † 12. Januar 2021)
- Heinz Vossen (GER)
- Yannick Vostes (BEL, * 21. Oktober 1985)
- Ilona Voštová → Ilona Uhlíková
- Věra Votrubcová (TCH, * 28. Februar 1911; † 24. Juli 1981)
- Jiří Vráblík (CZE, * 12. März 1983)
- Bettine Vriesekoop (NED, * 13. August 1961)
- Richard Výborný (CSR, * 4. Juni 1971)
- Ludvík Vyhnanovský (CSR, * 20. Januar 1927; † 24. August 2010)

### W
- Eugene Wang (CAN, * 13. November 1985)
- Margret Wagner (AUT, * um 1952)
- Misako Wakamiya (JAP, * 23. Juni 1989)
- Franz Waldhäusl (AUT, * um 1948)
- Jan-Ove Waldner (SWE, * 3. Oktober 1965)
- Jimmy Walker (ENG, * um 1954)
- Karen Walker → Karen Senior
- Samuel Walker (ENG, * 7. Mai 1995)
- Ricardo Walther (GER, * 30. November 1991)
- Leong Mee Wan (MAL, * 12. August 1966)
- Yuan Wan (GER, * 23. Mai 1997)
- Margit Wanek (AUT)
- Wang Chen (CHN, * 17. Januar 1974)
- Wang Chien-Chiang → Wang Jianqiang
- Wang Chuqin (CHN, * 11. Mai 2000)
- Wang Hao (CHN, * 28. November 1966)
- Wang Tao (CHN, * 13. Dezember 1967)
- Wang Hao (CHN, * 15. Dezember 1983)
- Wang Hui (CHN * 14. September 1978)
- Wang Huiyuan (CHN, * 11. Oktober 1960)
- Wang Jianan (CGO, * 20. Januar 1983)
- Wang Jianqiang (CHN, * 6. April 1955)
- Wang Liqin (CHN, * 18. Juni 1978)
- Wang Manyu (CHN, * 9. Februar 1999)
- Wang Nan (CHN, * 23. Oktober 1978)
- Timothy Wang (US, * 17. August 1991)
- Wang Xi (CHN, * 1. Januar 1984)
- Wang Xiaoming (FRA, * 14. Juni 1963)
- Wang Yang (CHN, * 24. September 1990)
- Wang Yansheng (NOR/GER, * 10. Januar 1961)
- Wang Yidi (CHN, * 14. Februar 1997)
- Wang Yuegu (CHN/SIN, * 10. Juni 1980)
- Wang Zeng Yi (POL, * 24. Juni 1983)
- Wang Zhiliang (CHN, * 1941; † 15. September 2020)
- Georges Wassmer (CHE, * 2. Februar 1927; † 5. Oktober 2014)
- Kiiko Watanabe (JPM, * um 1935)
- Takehiro Watanabe (JAP, * 16. Dezember 1961)
- Christiane Watel (FRA, * 14. April 1934)
- Elsie Weaver → Elsie Carrington
- Dana Weber (GER, * 12. November 1969)
- Lionel Weber (SUI, * 29. April 1996)
- Karl Wegrath (AUT, * 19. Februar 1932; † 14. Oktober 2018)
- Lennart Wehking (GER, * 26. August 1985)
- Michael Wehrheim (GER, * 11. Dezember 1959; † 7. Mai 2011)
- Wei Qingguang (CHN, * 2. Juli 1962)
- Franziska Weibel (SUI, * um 1961)
- Brigitte Weigert (GER, * 5. Juli 1934; † 21. Februar 2007)
- Thomas Weikert (GER, * 15. November 1961)
- Rudolf Weinmann (AUT, * 9. Januar 1950)
- Werner Weiß (GER, * 2. Juli 1931; † um 1998)
- Daniel Weitz (GER, * 20. September 1983)
- Dieter Weitz (GER, * 4. Juli 1942)
- Chen Weixing (AUT, * 27. April 1972)
- Hanns Welter (GER, * 9. Juni 1913; † vor 1981)
- Wen Jia (CHN, * 28. Februar 1989)
- Josef Wenninghoff (GER, * 12. Februar 1937; † 19. Februar 2017)
- Susanne Wenzel (GER, * 12. August 1963)
- Ermelinde Wertl (AUT, * 27. März 1934; † Juli 2004)
- Gerhard Werz (GER, * 6. Dezember 1933; † 18. Oktober 2015)
- Erika Weskott (GER, * um 1932)
- Bettina Westphal (GER, * 6. Juli 1970)
- Marlies Westphal → Marlies Berger
- Edit Wetzel → Edit Buchholz
- Cassius Weynand (GER)
- Winfried Wiencek (GER, * 2. Januar 1949)
- Josephine Wiesenthal (AUT)
- August Wildam (AUT, * 22. August 1898; † 3. Oktober 1975)
- Gertrude Wildam (AUT,  * 11. November 1903; † 18. August 1973)
- Ken Wilkinson (NZL, * 17. März 1917; † 26. Mai 1997)
- Klaus Willke (GER, * um 1931; † 1982 oder 1983)
- Martha Willke → Martha Behrens
- Elisabeth Willinger (AUT, * um 1947)
- Henrike Willinger (AUT, * vor 1949)
- Barbara Wiltsche (AUT, * um 1965)
- Luciano Winderling (ITA, * 1938; † 2006)
- Sabine Winter (GER, * 27. September 1992)
- Ingrid Wirnsberger (AUT, * um 1954)
- Heiko Wirkner (GER, * 26. Juli 1966)
- Gabriella Wirth (HUN, * 5. Juli 1971)
- Monika Wiskandt (GDR/GER, * 22. Juni 1936; † 27. Juli 2011)
- Hanne Witt (GER)
- Karen Witt (ENG, * um 1962)
- Beatrice Witte (SUI, * 29. Oktober 1961)
- Carmen Witte (SUI, * 29. Oktober 1961)
- Grigori Wlassow (RUS, * 15. August 1984)
- Nina Wolf (GER, * 25. Januar 1978)
- Norbert Wolf (GER, * 4. September 1933)
- Jochen Wollmert (GER, * 22. November 1964)
- Heidrun Woltjen (GER, * 2. März 1965)
- Wong Chun Ting (HKG, * 7. September 1991)
- Wendy Woodhead (ENG, * 10. Mai 1916; † Januar 2003)
- Olga Walerjewna Worobjowa (RUS,  * 12. Oktober 1990)
- Isolde Woschee (GDR/GER, * 14. November 1941)
- Elke Wosik (GER, * 19. Juli 1973)
- Ralf Wosik (GER, * 17. April 1958)
- Torben Wosik (GER, * 8. Oktober 1973)
- Johan von Wright (FIN, * 31. März 1924; † 30. April 2015)
- Mary Wright → Mary Shannon
- Wu Chih-Chi (TPE, * 4. November 1986)
- Wu Jiaduo (GER, * 19. September 1977)
- Wu Na (CHN, * 14. Januar 1974)
- Wu Wen-chia (TPE, * 24. Oktober 1963)
- Wu Xue (CHN/DOM, * 22. März 1980)
- Wu Yue (USA, * 4. Januar 1990) = Jennifer Wu
- Hedwig Wunsch (AUT, * 12. August 1934; † 6. Mai 2016)
- Herbert Wunsch (AUT, * 23. Februar 1917; † 24. Dezember 1970)
- Margit Wurzer → Margit Wanek (AUT)
- Renate Wyder (SUI, *1960)

### X
- Xi Enting (CHN, * 3. Januar 1946; † 27. Oktober 2019)
- Xian Yifang (FRA, * 20. August 1977)
- Xiang Meng (CHN/GER, * 26. Oktober 1981)
- Xiang Peng (CHN, * 7. März 2003)
- María Xiao (POR/ESP, * 19. Mai 1994)
- Xie Chaojie (CHN, * 10. Oktober 1965)
- Xu Chenhao (CHN, * 29. März 1995)
- Xie Saike (CHN, * 31. August 1961)
- Xu Guanghong → Chris Xu
- Xu Haidong (CHN, * 12. Juni 2000)
- Xu Jie (POL, * 21. Januar 1982)
- Xu Jing (CHN/TWN, * 8. Januar 1968)
- Stephanie Xu Sang (AUS, * 29. September 1986)
- Xu Xin (CHN, * 8. Januar 1990)
- Xu Yingbin (CHN, * 12. März 2001)
- Xu Yinsheng (CHN, * 12. Mai 1938)
- Xu Zengcai (CHN, * 1. Oktober 1961)
- Xue Fei (CHN, * 10. Februar 1999)

### Y
- Minnie Soo Wai Yam (HGK, * 13. April 1998)
- Kazuko Yamaizumi (JPN, * 17. Januar 1935, † 27. August 2024)
- Noriko Yamanaka (JPN, * um 1941)
- Yan An (CHN, * 12. Januar 1993)
- Yan Sen (CHN, * 16. August 1975)
- Yang Xiaoxin (MON, * 8. Januar 1988)
- Yang Ha-eun (KOR, * 25. Februar 1994)
- Yang Lei (CHN, * 6. Mai 1977)
- Yang Young-ja (KOR, * 6. Juli 1964)
- Vadim Yarashenka (BLR, * 16. Mai 1996)
- Sally Yee (FIJ, * 10. April 2001)
- Kuo Yao-Hua → Guo Yuehua
- Yang Fen (CGO, * 31. Juli 1982)
- Yang Ying (CHN, * um 1954)
- Yang Ying (CHN, * 13. Juli 1977)
- Yang Zi (SIN, * 19. Juni 1984)
- Yao Yan (CHN, * 22. August 1988)
- Yee Herng Hwee (SIN; 21. Juni 1997)
- Lily Yip (CHN/USA, * 22. August 1963)
- Yo Kan (JPN, * 19. Oktober 1978)
- Yoo Nam-Kyu (KOR, * 4. Juni 1968)
- Yoon Jae-young (KOR, * 5. Februar 1983)
- Yoon Ji-hye (KOR, * 12. Februar 1983)
- Yoon Ki Sook (KOR)
- Kaii Yoshida (JPN, * 16. Mai 1981)
- Kazuhiro Yoshimura (JAP, * 28. Juli 1996)
- Maharu Yoshimura (JPN, * 3. August 1993)
- Yu Mengyu (SIN, * 18. August 1989)
- Yuan Jia Nan (FRA, * 1985)
- Yuan Licen (CHN, * 28. Mai 2000)
- Yu Shentong (CHN, * 8. Juni 1968)
- Yu Ziyang (CHN, * 23. Mai 1998)
- Yu Sun-bok (PRK, * 2. August 1970)
- Richard Yule (SCO, * 1950)
- Ryo Yuzawa (JAP, * 7. Oktober 1976)

### Z
- Misha Zabludowski (GER, * um 1913)
- Hans Zankl (AUT, * 1940 oder 1941)
- Hend Zaza (SYR, * 1. Januar 2009)
- Inta Zdanovska (LAT, * 2. Juli 1986)
- Waltraude Zechner → Waltraude Stummer
- Waltraud Zehne (GER, * 17. März 1932; † 4. Dezember 2021)
- Ev-Kathleen Zemke (GER, * 6. März 1942)
- Werner Zezula (AUT, * 24. Oktober 1941)
- Zhang Chao (CHN, * 5. Januar 1985)
- Zhang Deying (CHN, * 1. Juli 1953)
- Zhang Jike (CHN, * 16. Februar 1988)
- Zhang Li (CHN, * 3. Mai 1951; † 13. Februar 2019)
- Lily Zhang (USA, * 16. Juni 1996)
- Zhang Mo (CAN, * 17. Januar 1989)
- Zhang Rui (HKG, * 25. Januar 1979)
- Zhang Rui (CHN; * 23. Januar 1997)
- Zhang Xielin (CHN, * 1940)
- Zhang Yingying (CHN, * Januar 1983)
- Zhang Yining (CHN, * 5. Oktober 1981)
- Zhao Zihao (CHN, * 1. Juni 1997)
- Zheng Minzhi → Cheng min-chih
- Zheng Peifeng (CHN; * 28. März 1996)
- Zhou Yu (CHN; * 19. Mai 1992)
- Zhou Qihao (CHN, * 12. Januar 1997)
- Zhu Fang (CHN, * 2. Oktober 1976)
- Zhu Linfeng (CHN, * 17. Januar 1996)
- Zhu Yuling (CHN, * 10. Januar 1995)
- Zhuang Zedong → Chuang Tse-Tung
- Ella Zeller-Constantinescu (ROM, * 26. November 1933; † vor oder am 9. März 2025)
- Zhang Xueling (SIN, * 7. Mai 1983)
- Zhiying Zeng (CL, * 17. Juli 1966)
- Jan Žibrat (SLO, * 4. April 1992)
- Volker Ziegler (GER, * 12. Juni 1966)
- Annette Zielinski → Annette Greisinger
- Michaela Zillner (AUT, * Dezember 1970)
- Monika Zimmer → Monika Stork
- Andrea Zimmerer → Andrea Gutknecht
- Barbara Zimmermann (GER, * Dezember 1948)
- Fritz Zinn (GER, * unbekannt; † um 1950)
- Heribert Zitzmann (GDR, * 4. Oktober 1945)
- Kelly van Zon (* 15. September 1987)
- Dániel Zwickl (HUN, * 30. August 1984)